# Llista d'asteroides (418001-419000)
Llista d'asteroides del 418.001 al 419.000, amb data de descoberta i descobridor. És un fragment de la llista d'asteroides completa. Als asteroides se'ls dona un número quan es confirma la seva òrbita, per tant apareixen llistats aproximadament segons la data de descobriment.

## 418001-418100
| Nom    | Designació provisional | Data de descobriment   | Lloc de descobriment | Descobridor/s     |
| ------ | ---------------------- | ---------------------- | -------------------- | ----------------- |
| 418001 | 2007 TB405             | 7 d'octubre de 2007    | Kitt Peak            | Spacewatch        |
| 418002 | 2007 TR418             | 8 d'octubre de 2007    | Kitt Peak            | Spacewatch        |
| 418003 | 2007 TC429             | 12 d'octubre de 2007   | Kitt Peak            | Spacewatch        |
| 418004 | 2007 TM433             | 10 d'octubre de 2007   | Catalina             | CSS               |
| 418005 | 2007 TA443             | 11 d'octubre de 2007   | Catalina             | CSS               |
| 418006 | 2007 TE446             | 8 d'octubre de 2007    | Anderson Mesa        | LONEOS            |
| 418007 | 2007 TN446             | 9 d'octubre de 2007    | Mount Lemmon         | Mt. Lemmon Survey |
| 418008 | 2007 TW450             | 13 d'octubre de 2007   | Socorro              | LINEAR            |
| 418009 | 2007 TD451             | 14 d'octubre de 2007   | Mount Lemmon         | Mt. Lemmon Survey |
| 418010 | 2007 TH451             | 15 d'octubre de 2007   | Mount Lemmon         | Mt. Lemmon Survey |
| 418011 | 2007 TC452             | 14 d'octubre de 2007   | Socorro              | LINEAR            |
| 418012 | 2007 UZ2               | 16 d'octubre de 2007   | 7300                 | W. K. Y. Yeung    |
| 418013 | 2007 UG4               | 18 d'octubre de 2007   | Socorro              | LINEAR            |
| 418014 | 2007 UZ6               | 14 de setembre de 2007 | Mount Lemmon         | Mt. Lemmon Survey |
| 418015 | 2007 UN24              | 15 de setembre de 2007 | Mount Lemmon         | Mt. Lemmon Survey |
| 418016 | 2007 UG34              | 9 d'octubre de 2007    | Catalina             | CSS               |
| 418017 | 2007 UQ42              | 16 d'octubre de 2007   | Mount Lemmon         | Mt. Lemmon Survey |
| 418018 | 2007 UP43              | 8 de setembre de 2007  | Mount Lemmon         | Mt. Lemmon Survey |
| 418019 | 2007 UA52              | 24 d'octubre de 2007   | Mount Lemmon         | Mt. Lemmon Survey |
| 418020 | 2007 UP58              | 30 d'octubre de 2007   | Catalina             | CSS               |
| 418021 | 2007 UV60              | 30 d'octubre de 2007   | Mount Lemmon         | Mt. Lemmon Survey |
| 418022 | 2007 UW75              | 11 d'octubre de 2007   | Kitt Peak            | Spacewatch        |
| 418023 | 2007 UF78              | 17 d'octubre de 2007   | Mount Lemmon         | Mt. Lemmon Survey |
| 418024 | 2007 UF84              | 30 d'octubre de 2007   | Kitt Peak            | Spacewatch        |
| 418025 | 2007 UZ87              | 30 d'octubre de 2007   | Kitt Peak            | Spacewatch        |
| 418026 | 2007 UP94              | 31 d'octubre de 2007   | Mount Lemmon         | Mt. Lemmon Survey |
| 418027 | 2007 UL98              | 30 d'octubre de 2007   | Kitt Peak            | Spacewatch        |
| 418028 | 2007 UG102             | 30 d'octubre de 2007   | Kitt Peak            | Spacewatch        |
| 418029 | 2007 UB104             | 30 d'octubre de 2007   | Kitt Peak            | Spacewatch        |
| 418030 | 2007 UK115             | 31 d'octubre de 2007   | Kitt Peak            | Spacewatch        |
| 418031 | 2007 UW118             | 16 d'octubre de 2007   | Mount Lemmon         | Mt. Lemmon Survey |
| 418032 | 2007 UQ119             | 30 d'octubre de 2007   | Mount Lemmon         | Mt. Lemmon Survey |
| 418033 | 2007 UV134             | 30 d'octubre de 2007   | Kitt Peak            | Spacewatch        |
| 418034 | 2007 VH                | 1 de novembre de 2007  | Calvin-Rehoboth      | L. A. Molnar      |
| 418035 | 2007 VD9               | 2 de novembre de 2007  | Mount Lemmon         | Mt. Lemmon Survey |
| 418036 | 2007 VO12              | 9 d'octubre de 2007    | Kitt Peak            | Spacewatch        |
| 418037 | 2007 VV17              | 1 de novembre de 2007  | Mount Lemmon         | Mt. Lemmon Survey |
| 418038 | 2007 VE22              | 25 de setembre de 2000 | Kitt Peak            | Spacewatch        |
| 418039 | 2007 VG26              | 2 de novembre de 2007  | Mount Lemmon         | Mt. Lemmon Survey |
| 418040 | 2007 VM61              | 1 de novembre de 2007  | Kitt Peak            | Spacewatch        |
| 418041 | 2007 VL75              | 20 d'octubre de 2007   | Kitt Peak            | Spacewatch        |
| 418042 | 2007 VU78              | 3 de novembre de 2007  | Kitt Peak            | Spacewatch        |
| 418043 | 2007 VF83              | 16 d'octubre de 2007   | Kitt Peak            | Spacewatch        |
| 418044 | 2007 VV95              | 9 de setembre de 2007  | Mount Lemmon         | Mt. Lemmon Survey |
| 418045 | 2007 VL96              | 26 de setembre de 2007 | Mount Lemmon         | Mt. Lemmon Survey |
| 418046 | 2007 VV106             | 3 de novembre de 2007  | Kitt Peak            | Spacewatch        |
| 418047 | 2007 VU107             | 3 de novembre de 2007  | Kitt Peak            | Spacewatch        |
| 418048 | 2007 VW111             | 3 de novembre de 2007  | Kitt Peak            | Spacewatch        |
| 418049 | 2007 VX115             | 20 d'octubre de 2007   | Mount Lemmon         | Mt. Lemmon Survey |
| 418050 | 2007 VL121             | 5 de novembre de 2007  | Kitt Peak            | Spacewatch        |
| 418051 | 2007 VQ127             | 14 de març de 2005     | Mount Lemmon         | Mt. Lemmon Survey |
| 418052 | 2007 VC136             | 4 de novembre de 2007  | Mount Lemmon         | Mt. Lemmon Survey |
| 418053 | 2007 VV141             | 4 de novembre de 2007  | Kitt Peak            | Spacewatch        |
| 418054 | 2007 VS142             | 18 de setembre de 2007 | Mount Lemmon         | Mt. Lemmon Survey |
| 418055 | 2007 VP152             | 2 de novembre de 2007  | Kitt Peak            | Spacewatch        |
| 418056 | 2007 VU154             | 5 de novembre de 2007  | Kitt Peak            | Spacewatch        |
| 418057 | 2007 VS159             | 5 de novembre de 2007  | Kitt Peak            | Spacewatch        |
| 418058 | 2007 VC162             | 5 de novembre de 2007  | Kitt Peak            | Spacewatch        |
| 418059 | 2007 VB164             | 5 de novembre de 2007  | Kitt Peak            | Spacewatch        |
| 418060 | 2007 VD168             | 5 de novembre de 2007  | Kitt Peak            | Spacewatch        |
| 418061 | 2007 VE181             | 10 d'octubre de 2007   | Kitt Peak            | Spacewatch        |
| 418062 | 2007 VA189             | 4 de novembre de 2007  | Kitt Peak            | Spacewatch        |
| 418063 | 2007 VE190             | 21 d'octubre de 2007   | Mount Lemmon         | Mt. Lemmon Survey |
| 418064 | 2007 VQ192             | 28 de novembre de 2003 | Kitt Peak            | Spacewatch        |
| 418065 | 2007 VO194             | 5 de novembre de 2007  | Mount Lemmon         | Mt. Lemmon Survey |
| 418066 | 2007 VX197             | 8 de novembre de 2007  | Mount Lemmon         | Mt. Lemmon Survey |
| 418067 | 2007 VJ199             | 9 de novembre de 2007  | Mount Lemmon         | Mt. Lemmon Survey |
| 418068 | 2007 VY200             | 9 de novembre de 2007  | Mount Lemmon         | Mt. Lemmon Survey |
| 418069 | 2007 VP210             | 9 de novembre de 2007  | Kitt Peak            | Spacewatch        |
| 418070 | 2007 VL216             | 9 de novembre de 2007  | Kitt Peak            | Spacewatch        |
| 418071 | 2007 VH221             | 5 de novembre de 2007  | Kitt Peak            | Spacewatch        |
| 418072 | 2007 VU221             | 12 de novembre de 2007 | Dauban               | Chante-Perdrix    |
| 418073 | 2007 VT226             | 9 d'octubre de 2007    | Catalina             | CSS               |
| 418074 | 2007 VT235             | 1 de novembre de 2007  | Kitt Peak            | Spacewatch        |
| 418075 | 2007 VW238             | 13 de novembre de 2007 | Kitt Peak            | Spacewatch        |
| 418076 | 2007 VX251             | 12 de novembre de 2007 | Catalina             | CSS               |
| 418077 | 2007 VQ269             | 12 de novembre de 2007 | Socorro              | LINEAR            |
| 418078 | 2007 VB280             | 14 de novembre de 2007 | Kitt Peak            | Spacewatch        |
| 418079 | 2007 VZ283             | 14 de novembre de 2007 | Kitt Peak            | Spacewatch        |
| 418080 | 2007 VL285             | 14 de novembre de 2007 | Kitt Peak            | Spacewatch        |
| 418081 | 2007 VW293             | 13 de novembre de 2007 | Kitt Peak            | Spacewatch        |
| 418082 | 2007 VK307             | 3 de novembre de 2007  | Kitt Peak            | Spacewatch        |
| 418083 | 2007 VV307             | 4 de novembre de 2007  | Kitt Peak            | Spacewatch        |
| 418084 | 2007 VR310             | 11 de novembre de 2007 | Mount Lemmon         | Mt. Lemmon Survey |
| 418085 | 2007 VC311             | 9 de novembre de 2007  | Mount Lemmon         | Mt. Lemmon Survey |
| 418086 | 2007 VN312             | 2 de novembre de 2007  | Mount Lemmon         | Mt. Lemmon Survey |
| 418087 | 2007 VP323             | 4 de novembre de 2007  | Kitt Peak            | Spacewatch        |
| 418088 | 2007 VN326             | 4 de novembre de 2007  | Kitt Peak            | Spacewatch        |
| 418089 | 2007 VT327             | 8 de novembre de 2007  | Socorro              | LINEAR            |
| 418090 | 2007 VB328             | 8 de novembre de 2007  | Socorro              | LINEAR            |
| 418091 | 2007 VA333             | 9 de novembre de 2007  | Kitt Peak            | Spacewatch        |
| 418092 | 2007 VD333             | 9 de novembre de 2007  | Kitt Peak            | Spacewatch        |
| 418093 | 2007 VH334             | 14 de setembre de 2007 | Mount Lemmon         | Mt. Lemmon Survey |
| 418094 | 2007 WV4               | 19 de novembre de 2007 | Kitt Peak            | Spacewatch        |
| 418095 | 2007 WN6               | 17 de novembre de 2007 | Socorro              | LINEAR            |
| 418096 | 2007 WN8               | 4 de novembre de 2007  | Kitt Peak            | Spacewatch        |
| 418097 | 2007 WB34              | 4 de novembre de 2007  | Kitt Peak            | Spacewatch        |
| 418098 | 2007 WC58              | 19 de novembre de 2007 | Mount Lemmon         | Mt. Lemmon Survey |
| 418099 | 2007 WS60              | 9 de febrer de 2005    | Kitt Peak            | Spacewatch        |
| 418100 | 2007 WZ61              | 17 de novembre de 2007 | Kitt Peak            | Spacewatch        |

## 418101-418200
| Nom    | Designació provisional | Data de descobriment   | Lloc de descobriment | Descobridor/s        |
| ------ | ---------------------- | ---------------------- | -------------------- | -------------------- |
| 418101 | 2007 WG63              | 20 de novembre de 2007 | Socorro              | LINEAR               |
| 418102 | 2007 XZ3               | 3 de desembre de 2007  | Kitt Peak            | Spacewatch           |
| 418103 | 2007 XB12              | 4 de desembre de 2007  | Kitt Peak            | Spacewatch           |
| 418104 | 2007 XP16              | 7 de novembre de 2007  | Kitt Peak            | Spacewatch           |
| 418105 | 2007 XJ25              | 15 de desembre de 2007 | La Sagra             | OAM                  |
| 418106 | 2007 XV27              | 14 de desembre de 2007 | Catalina             | CSS                  |
| 418107 | 2007 XC43              | 5 de desembre de 2007  | Kitt Peak            | Spacewatch           |
| 418108 | 2007 XS50              | 6 de desembre de 2007  | Mount Lemmon         | Mt. Lemmon Survey    |
| 418109 | 2007 XV56              | 4 de desembre de 2007  | Kitt Peak            | Spacewatch           |
| 418110 | 2007 XY58              | 14 de desembre de 2007 | Mount Lemmon         | Mt. Lemmon Survey    |
| 418111 | 2007 YD2               | 18 de desembre de 2007 | Catalina             | CSS                  |
| 418112 | 2007 YU4               | 16 de desembre de 2007 | Kitt Peak            | Spacewatch           |
| 418113 | 2007 YN11              | 17 de desembre de 2007 | Mount Lemmon         | Mt. Lemmon Survey    |
| 418114 | 2007 YT12              | 17 de desembre de 2007 | Mount Lemmon         | Mt. Lemmon Survey    |
| 418115 | 2007 YA13              | 17 de desembre de 2007 | Mount Lemmon         | Mt. Lemmon Survey    |
| 418116 | 2007 YU16              | 4 de desembre de 2007  | Kitt Peak            | Spacewatch           |
| 418117 | 2007 YJ31              | 28 de desembre de 2007 | Kitt Peak            | Spacewatch           |
| 418118 | 2007 YM32              | 28 de desembre de 2007 | Kitt Peak            | Spacewatch           |
| 418119 | 2007 YN35              | 18 de novembre de 2007 | Mount Lemmon         | Mt. Lemmon Survey    |
| 418120 | 2007 YO37              | 17 de desembre de 2007 | Kitt Peak            | Spacewatch           |
| 418121 | 2007 YH40              | 30 de desembre de 2007 | Kitt Peak            | Spacewatch           |
| 418122 | 2007 YQ42              | 30 de desembre de 2007 | Catalina             | CSS                  |
| 418123 | 2007 YY47              | 15 de desembre de 2007 | Kitt Peak            | Spacewatch           |
| 418124 | 2007 YD58              | 14 de desembre de 2007 | Mount Lemmon         | Mt. Lemmon Survey    |
| 418125 | 2007 YW61              | 31 de desembre de 2007 | Mount Lemmon         | Mt. Lemmon Survey    |
| 418126 | 2007 YD64              | 30 de desembre de 2007 | Mount Lemmon         | Mt. Lemmon Survey    |
| 418127 | 2007 YK64              | 16 de desembre de 2007 | Kitt Peak            | Spacewatch           |
| 418128 | 2007 YY64              | 30 de desembre de 2007 | Mount Lemmon         | Mt. Lemmon Survey    |
| 418129 | 2007 YE69              | 27 d'octubre de 2003   | Kitt Peak            | Spacewatch           |
| 418130 | 2007 YO73              | 30 de desembre de 2007 | Mount Lemmon         | Mt. Lemmon Survey    |
| 418131 | 2008 AR9               | 31 de desembre de 2007 | Kitt Peak            | Spacewatch           |
| 418132 | 2008 AY13              | 10 de gener de 2008    | Mount Lemmon         | Mt. Lemmon Survey    |
| 418133 | 2008 AN25              | 10 de gener de 2008    | Mount Lemmon         | Mt. Lemmon Survey    |
| 418134 | 2008 AB27              | 30 de desembre de 2007 | Mount Lemmon         | Mt. Lemmon Survey    |
| 418135 | 2008 AG33              | 12 de gener de 2008    | Mount Lemmon         | Mt. Lemmon Survey    |
| 418136 | 2008 AN35              | 10 de gener de 2008    | Kitt Peak            | Spacewatch           |
| 418137 | 2008 AY35              | 10 de gener de 2008    | Kitt Peak            | Spacewatch           |
| 418138 | 2008 AK43              | 10 de març de 2005     | Kitt Peak            | Spacewatch           |
| 418139 | 2008 AC44              | 10 de gener de 2008    | Kitt Peak            | Spacewatch           |
| 418140 | 2008 AG50              | 1 de gener de 2008     | Kitt Peak            | Spacewatch           |
| 418141 | 2008 AR52              | 4 de novembre de 2007  | Mount Lemmon         | Mt. Lemmon Survey    |
| 418142 | 2008 AF59              | 11 de gener de 2008    | Kitt Peak            | Spacewatch           |
| 418143 | 2008 AJ59              | 30 de desembre de 2007 | Mount Lemmon         | Mt. Lemmon Survey    |
| 418144 | 2008 AA60              | 11 de gener de 2008    | Catalina             | CSS                  |
| 418145 | 2008 AA65              | 11 de gener de 2008    | Mount Lemmon         | Mt. Lemmon Survey    |
| 418146 | 2008 AT67              | 11 de gener de 2008    | Kitt Peak            | Spacewatch           |
| 418147 | 2008 AF72              | 31 de desembre de 2007 | Kitt Peak            | Spacewatch           |
| 418148 | 2008 AK78              | 31 de desembre de 2007 | Mount Lemmon         | Mt. Lemmon Survey    |
| 418149 | 2008 AR79              | 31 de desembre de 2007 | Kitt Peak            | Spacewatch           |
| 418150 | 2008 AL84              | 14 de desembre de 2007 | Mount Lemmon         | Mt. Lemmon Survey    |
| 418151 | 2008 AV85              | 13 de gener de 2008    | Kitt Peak            | Spacewatch           |
| 418152 | 2008 AS86              | 11 de gener de 2008    | Kitt Peak            | Spacewatch           |
| 418153 | 2008 AR90              | 13 de gener de 2008    | Kitt Peak            | Spacewatch           |
| 418154 | 2008 AZ90              | 13 de gener de 2008    | Kitt Peak            | Spacewatch           |
| 418155 | 2008 AS94              | 14 de gener de 2008    | Kitt Peak            | Spacewatch           |
| 418156 | 2008 AW97              | 14 de gener de 2008    | Kitt Peak            | Spacewatch           |
| 418157 | 2008 AH98              | 1 de gener de 2008     | Kitt Peak            | Spacewatch           |
| 418158 | 2008 AR101             | 3 de desembre de 2007  | Kitt Peak            | Spacewatch           |
| 418159 | 2008 AB106             | 31 de desembre de 2007 | Kitt Peak            | Spacewatch           |
| 418160 | 2008 AK107             | 15 de gener de 2008    | Kitt Peak            | Spacewatch           |
| 418161 | 2008 AU107             | 15 de gener de 2008    | Kitt Peak            | Spacewatch           |
| 418162 | 2008 AY111             | 15 de gener de 2008    | Kitt Peak            | Spacewatch           |
| 418163 | 2008 AR113             | 11 d'abril de 2005     | Mount Lemmon         | Mt. Lemmon Survey    |
| 418164 | 2008 AK115             | 10 de gener de 2008    | Mount Lemmon         | Mt. Lemmon Survey    |
| 418165 | 2008 AW133             | 6 de gener de 2008     | Mauna Kea            | Mauna Kea            |
| 418166 | 2008 AY137             | 11 de gener de 2008    | Mount Lemmon         | Mt. Lemmon Survey    |
| 418167 | 2008 BA3               | 16 de gener de 2008    | Kitt Peak            | Spacewatch           |
| 418168 | 2008 BA4               | 16 de gener de 2008    | Kitt Peak            | Spacewatch           |
| 418169 | 2008 BF4               | 16 de gener de 2008    | Kitt Peak            | Spacewatch           |
| 418170 | 2008 BD12              | 18 de gener de 2008    | Kitt Peak            | Spacewatch           |
| 418171 | 2008 BD21              | 30 de gener de 2008    | Mount Lemmon         | Mt. Lemmon Survey    |
| 418172 | 2008 BQ21              | 30 de gener de 2008    | Mount Lemmon         | Mt. Lemmon Survey    |
| 418173 | 2008 BY21              | 30 de gener de 2008    | Kitt Peak            | Spacewatch           |
| 418174 | 2008 BU22              | 19 de novembre de 2007 | Kitt Peak            | Spacewatch           |
| 418175 | 2008 BW27              | 30 de gener de 2008    | Catalina             | CSS                  |
| 418176 | 2008 BU30              | 10 de gener de 2008    | Kitt Peak            | Spacewatch           |
| 418177 | 2008 BX31              | 30 de gener de 2008    | Mount Lemmon         | Mt. Lemmon Survey    |
| 418178 | 2008 BQ33              | 30 de gener de 2008    | Kitt Peak            | Spacewatch           |
| 418179 | 2008 BP34              | 5 de desembre de 2007  | Mount Lemmon         | Mt. Lemmon Survey    |
| 418180 | 2008 BU34              | 30 de gener de 2008    | Mount Lemmon         | Mt. Lemmon Survey    |
| 418181 | 2008 BD46              | 30 de gener de 2008    | Mount Lemmon         | Mt. Lemmon Survey    |
| 418182 | 2008 BK51              | 16 de gener de 2008    | Kitt Peak            | Spacewatch           |
| 418183 | 2008 CC2               | 3 de febrer de 2008    | Mayhill              | A. Lowe              |
| 418184 | 2008 CU4               | 2 de febrer de 2008    | Catalina             | CSS                  |
| 418185 | 2008 CP5               | 8 de novembre de 2007  | Mount Lemmon         | Mt. Lemmon Survey    |
| 418186 | 2008 CE8               | 11 de gener de 2008    | Mount Lemmon         | Mt. Lemmon Survey    |
| 418187 | 2008 CH8               | 2 de febrer de 2008    | Kitt Peak            | Spacewatch           |
| 418188 | 2008 CS12              | 3 de febrer de 2008    | Kitt Peak            | Spacewatch           |
| 418189 | 2008 CN16              | 3 de febrer de 2008    | Kitt Peak            | Spacewatch           |
| 418190 | 2008 CO24              | 1 de febrer de 2008    | Kitt Peak            | Spacewatch           |
| 418191 | 2008 CF25              | 1 de febrer de 2008    | Kitt Peak            | Spacewatch           |
| 418192 | 2008 CH28              | 16 de gener de 2008    | Kitt Peak            | Spacewatch           |
| 418193 | 2008 CV32              | 2 de febrer de 2008    | Kitt Peak            | Spacewatch           |
| 418194 | 2008 CX41              | 9 de gener de 2008     | Mount Lemmon         | Mt. Lemmon Survey    |
| 418195 | 2008 CR43              | 2 de febrer de 2008    | Kitt Peak            | Spacewatch           |
| 418196 | 2008 CB56              | 7 de febrer de 2008    | Kitt Peak            | Spacewatch           |
| 418197 | 2008 CG59              | 7 de febrer de 2008    | Mount Lemmon         | Mt. Lemmon Survey    |
| 418198 | 2008 CN70              | 9 de febrer de 2008    | Siding Spring        | Siding Spring Survey |
| 418199 | 2008 CY77              | 1 de febrer de 2008    | Kitt Peak            | Spacewatch           |
| 418200 | 2008 CB80              | 7 de febrer de 2008    | Kitt Peak            | Spacewatch           |

## 418201-418300
| Nom    | Designació provisional | Data de descobriment   | Lloc de descobriment | Descobridor/s          |
| ------ | ---------------------- | ---------------------- | -------------------- | ---------------------- |
| 418201 | 2008 CZ88              | 7 de febrer de 2008    | Mount Lemmon         | Mt. Lemmon Survey      |
| 418202 | 2008 CW92              | 8 de febrer de 2008    | Kitt Peak            | Spacewatch             |
| 418203 | 2008 CD102             | 21 d'agost de 2006     | Kitt Peak            | Spacewatch             |
| 418204 | 2008 CE110             | 9 de febrer de 2008    | Kitt Peak            | Spacewatch             |
| 418205 | 2008 CF122             | 13 de gener de 2008    | Kitt Peak            | Spacewatch             |
| 418206 | 2008 CQ127             | 8 de febrer de 2008    | Kitt Peak            | Spacewatch             |
| 418207 | 2008 CY128             | 23 d'octubre de 2003   | Kitt Peak            | Spacewatch             |
| 418208 | 2008 CX129             | 8 de febrer de 2008    | Kitt Peak            | Spacewatch             |
| 418209 | 2008 CU139             | 1 de febrer de 2008    | Kitt Peak            | Spacewatch             |
| 418210 | 2008 CN147             | 9 de febrer de 2008    | Kitt Peak            | Spacewatch             |
| 418211 | 2008 CF154             | 9 de febrer de 2008    | Kitt Peak            | Spacewatch             |
| 418212 | 2008 CG158             | 9 de febrer de 2008    | Kitt Peak            | Spacewatch             |
| 418213 | 2008 CB159             | 13 de novembre de 2007 | Mount Lemmon         | Mt. Lemmon Survey      |
| 418214 | 2008 CT159             | 9 de febrer de 2008    | Kitt Peak            | Spacewatch             |
| 418215 | 2008 CS160             | 9 de febrer de 2008    | Kitt Peak            | Spacewatch             |
| 418216 | 2008 CQ164             | 10 de febrer de 2008   | Kitt Peak            | Spacewatch             |
| 418217 | 2008 CO166             | 10 de febrer de 2008   | Črni Vrh             | Crni Vrh               |
| 418218 | 2008 CB170             | 11 de gener de 2008    | Mount Lemmon         | Mt. Lemmon Survey      |
| 418219 | 2008 CY170             | 12 de febrer de 2008   | Mount Lemmon         | Mt. Lemmon Survey      |
| 418220 | 2008 CL177             | 3 de febrer de 2008    | Baldone              | Baldone                |
| 418221 | 2008 CY181             | 11 de febrer de 2008   | Mount Lemmon         | Mt. Lemmon Survey      |
| 418222 | 2008 CY186             | 2 de febrer de 2008    | Catalina             | CSS                    |
| 418223 | 2008 CN194             | 11 de febrer de 2008   | Mount Lemmon         | Mt. Lemmon Survey      |
| 418224 | 2008 CY196             | 8 de febrer de 2008    | Kitt Peak            | Spacewatch             |
| 418225 | 2008 CJ203             | 10 de febrer de 2008   | Mount Lemmon         | Mt. Lemmon Survey      |
| 418226 | 2008 CK203             | 11 de desembre de 2006 | Kitt Peak            | Spacewatch             |
| 418227 | 2008 CC204             | 14 de febrer de 2008   | Mount Lemmon         | Mt. Lemmon Survey      |
| 418228 | 2008 CM207             | 13 de febrer de 2008   | Mount Lemmon         | Mt. Lemmon Survey      |
| 418229 | 2008 CD208             | 8 de febrer de 2008    | Kitt Peak            | Spacewatch             |
| 418230 | 2008 CJ208             | 10 de febrer de 2008   | Mount Lemmon         | Mt. Lemmon Survey      |
| 418231 | 2008 CR208             | 13 de febrer de 2008   | Mount Lemmon         | Mt. Lemmon Survey      |
| 418232 | 2008 CA209             | 28 de setembre de 2003 | Kitt Peak            | Spacewatch             |
| 418233 | 2008 DV                | 26 de febrer de 2008   | Mount Lemmon         | Mt. Lemmon Survey      |
| 418234 | 2008 DW9               | 26 de febrer de 2008   | Kitt Peak            | Spacewatch             |
| 418235 | 2008 DA20              | 28 de febrer de 2008   | Kitt Peak            | Spacewatch             |
| 418236 | 2008 DS26              | 27 de febrer de 2008   | Catalina             | CSS                    |
| 418237 | 2008 DG30              | 26 de febrer de 2008   | Mount Lemmon         | Mt. Lemmon Survey      |
| 418238 | 2008 DR30              | 27 de febrer de 2008   | Kitt Peak            | Spacewatch             |
| 418239 | 2008 DW31              | 11 de gener de 2008    | Mount Lemmon         | Mt. Lemmon Survey      |
| 418240 | 2008 DY36              | 27 de febrer de 2008   | Catalina             | CSS                    |
| 418241 | 2008 DH40              | 27 de febrer de 2008   | Kitt Peak            | Spacewatch             |
| 418242 | 2008 DO40              | 27 de febrer de 2008   | Kitt Peak            | Spacewatch             |
| 418243 | 2008 DF47              | 28 de febrer de 2008   | Kitt Peak            | Spacewatch             |
| 418244 | 2008 DN56              | 26 de febrer de 2008   | Socorro              | LINEAR                 |
| 418245 | 2008 DZ57              | 28 de febrer de 2008   | Catalina             | CSS                    |
| 418246 | 2008 DO61              | 28 de febrer de 2008   | Mount Lemmon         | Mt. Lemmon Survey      |
| 418247 | 2008 DT64              | 28 de febrer de 2008   | Mount Lemmon         | Mt. Lemmon Survey      |
| 418248 | 2008 DL67              | 29 de febrer de 2008   | Kitt Peak            | Spacewatch             |
| 418249 | 2008 DO72              | 12 de febrer de 2008   | Kitt Peak            | Spacewatch             |
| 418250 | 2008 DM77              | 28 de febrer de 2008   | Mount Lemmon         | Mt. Lemmon Survey      |
| 418251 | 2008 DS80              | 18 de febrer de 2008   | Mount Lemmon         | Mt. Lemmon Survey      |
| 418252 | 2008 DH82              | 2 de febrer de 2008    | Mount Lemmon         | Mt. Lemmon Survey      |
| 418253 | 2008 DU82              | 28 de febrer de 2008   | Kitt Peak            | Spacewatch             |
| 418254 | 2008 DM85              | 28 de febrer de 2008   | Kitt Peak            | Spacewatch             |
| 418255 | 2008 DF88              | 18 de febrer de 2008   | Mount Lemmon         | Mt. Lemmon Survey      |
| 418256 | 2008 DE89              | 28 de febrer de 2008   | Kitt Peak            | Spacewatch             |
| 418257 | 2008 EG6               | 3 de març de 2008      | Catalina             | CSS                    |
| 418258 | 2008 EF7               | 4 de març de 2008      | Kitt Peak            | Spacewatch             |
| 418259 | 2008 EF12              | 1 de març de 2008      | Kitt Peak            | Spacewatch             |
| 418260 | 2008 EG12              | 2 de febrer de 2008    | Mount Lemmon         | Mt. Lemmon Survey      |
| 418261 | 2008 EL14              | 1 de març de 2008      | Kitt Peak            | Spacewatch             |
| 418262 | 2008 EO24              | 3 de març de 2008      | Mount Lemmon         | Mt. Lemmon Survey      |
| 418263 | 2008 EA29              | 4 de març de 2008      | Mount Lemmon         | Mt. Lemmon Survey      |
| 418264 | 2008 EW29              | 4 de març de 2008      | Purple Mountain      | PMO NEO Survey Program |
| 418265 | 2008 EA32              | 10 de març de 2008     | Catalina             | CSS                    |
| 418266 | 2008 EH33              | 1 de març de 2008      | Kitt Peak            | Spacewatch             |
| 418267 | 2008 ES38              | 1 de març de 2008      | Kitt Peak            | Spacewatch             |
| 418268 | 2008 EO44              | 5 de març de 2008      | Kitt Peak            | Spacewatch             |
| 418269 | 2008 EM46              | 5 de març de 2008      | Mount Lemmon         | Mt. Lemmon Survey      |
| 418270 | 2008 EO47              | 5 de març de 2008      | Mount Lemmon         | Mt. Lemmon Survey      |
| 418271 | 2008 EW52              | 6 de març de 2008      | Kitt Peak            | Spacewatch             |
| 418272 | 2008 ES58              | 2 de febrer de 2008    | Mount Lemmon         | Mt. Lemmon Survey      |
| 418273 | 2008 EE80              | 9 de març de 2008      | Kitt Peak            | Spacewatch             |
| 418274 | 2008 EB82              | 2 de febrer de 2008    | Mount Lemmon         | Mt. Lemmon Survey      |
| 418275 | 2008 ED86              | 18 de febrer de 2008   | Mount Lemmon         | Mt. Lemmon Survey      |
| 418276 | 2008 EJ90              | 2 de març de 2008      | Kitt Peak            | Spacewatch             |
| 418277 | 2008 EW96              | 7 de març de 2008      | Mount Lemmon         | Mt. Lemmon Survey      |
| 418278 | 2008 EQ107             | 12 de gener de 2008    | Kitt Peak            | Spacewatch             |
| 418279 | 2008 EL111             | 8 de març de 2008      | Kitt Peak            | Spacewatch             |
| 418280 | 2008 EX111             | 29 d'agost de 2006     | Kitt Peak            | Spacewatch             |
| 418281 | 2008 EC113             | 8 de març de 2008      | Kitt Peak            | Spacewatch             |
| 418282 | 2008 EQ120             | 9 de març de 2008      | Kitt Peak            | Spacewatch             |
| 418283 | 2008 EA131             | 11 de març de 2008     | Kitt Peak            | Spacewatch             |
| 418284 | 2008 ED132             | 11 de març de 2008     | Kitt Peak            | Spacewatch             |
| 418285 | 2008 EC137             | 11 de març de 2008     | Kitt Peak            | Spacewatch             |
| 418286 | 2008 EX139             | 28 de febrer de 2008   | Kitt Peak            | Spacewatch             |
| 418287 | 2008 EC153             | 11 de març de 2008     | Mount Lemmon         | Mt. Lemmon Survey      |
| 418288 | 2008 EU155             | 15 de març de 2008     | Mount Lemmon         | Mt. Lemmon Survey      |
| 418289 | 2008 EH158             | 7 de març de 2008      | Kitt Peak            | Spacewatch             |
| 418290 | 2008 EN161             | 8 de març de 2008      | Mount Lemmon         | Mt. Lemmon Survey      |
| 418291 | 2008 EY161             | 10 de març de 2008     | Kitt Peak            | Spacewatch             |
| 418292 | 2008 EN166             | 6 de març de 2008      | Catalina             | CSS                    |
| 418293 | 2008 FF                | 25 de març de 2008     | Kitt Peak            | Spacewatch             |
| 418294 | 2008 FS8               | 10 de febrer de 2008   | Kitt Peak            | Spacewatch             |
| 418295 | 2008 FA11              | 20 d'octubre de 2006   | Kitt Peak            | Spacewatch             |
| 418296 | 2008 FA25              | 12 de març de 2008     | Mount Lemmon         | Mt. Lemmon Survey      |
| 418297 | 2008 FU28              | 7 de febrer de 2008    | Kitt Peak            | Spacewatch             |
| 418298 | 2008 FZ28              | 28 de març de 2008     | Kitt Peak            | Spacewatch             |
| 418299 | 2008 FD37              | 13 de febrer de 2008   | Mount Lemmon         | Mt. Lemmon Survey      |
| 418300 | 2008 FT38              | 28 de març de 2008     | Kitt Peak            | Spacewatch             |

## 418301-418400
| Nom    | Designació provisional | Data de descobriment   | Lloc de descobriment | Descobridor/s     |
| ------ | ---------------------- | ---------------------- | -------------------- | ----------------- |
| 418301 | 2008 FJ40              | 28 de març de 2008     | Kitt Peak            | Spacewatch        |
| 418302 | 2008 FO40              | 13 de març de 2008     | Kitt Peak            | Spacewatch        |
| 418303 | 2008 FS42              | 27 de febrer de 2008   | Kitt Peak            | Spacewatch        |
| 418304 | 2008 FU49              | 12 de març de 2008     | Kitt Peak            | Spacewatch        |
| 418305 | 2008 FU51              | 28 de març de 2008     | Mount Lemmon         | Mt. Lemmon Survey |
| 418306 | 2008 FK53              | 28 de març de 2008     | Mount Lemmon         | Mt. Lemmon Survey |
| 418307 | 2008 FV53              | 28 de març de 2008     | Mount Lemmon         | Mt. Lemmon Survey |
| 418308 | 2008 FL56              | 12 de març de 2008     | Mount Lemmon         | Mt. Lemmon Survey |
| 418309 | 2008 FJ57              | 28 de març de 2008     | Mount Lemmon         | Mt. Lemmon Survey |
| 418310 | 2008 FR66              | 28 de març de 2008     | Kitt Peak            | Spacewatch        |
| 418311 | 2008 FN70              | 28 de març de 2008     | Kitt Peak            | Spacewatch        |
| 418312 | 2008 FF88              | 28 de març de 2008     | Kitt Peak            | Spacewatch        |
| 418313 | 2008 FN96              | 29 de març de 2008     | Kitt Peak            | Spacewatch        |
| 418314 | 2008 FO97              | 27 de febrer de 2008   | Mount Lemmon         | Mt. Lemmon Survey |
| 418315 | 2008 FY98              | 30 de març de 2008     | Kitt Peak            | Spacewatch        |
| 418316 | 2008 FN99              | 30 de març de 2008     | Kitt Peak            | Spacewatch        |
| 418317 | 2008 FO99              | 30 de març de 2008     | Kitt Peak            | Spacewatch        |
| 418318 | 2008 FZ101             | 19 de maig de 2004     | Kitt Peak            | Spacewatch        |
| 418319 | 2008 FB104             | 30 de març de 2008     | Kitt Peak            | Spacewatch        |
| 418320 | 2008 FR104             | 30 de març de 2008     | Kitt Peak            | Spacewatch        |
| 418321 | 2008 FS111             | 31 de març de 2008     | Kitt Peak            | Spacewatch        |
| 418322 | 2008 FW116             | 12 de novembre de 2006 | Mount Lemmon         | Mt. Lemmon Survey |
| 418323 | 2008 FP118             | 31 de març de 2008     | Mount Lemmon         | Mt. Lemmon Survey |
| 418324 | 2008 FU124             | 30 de març de 2008     | Kitt Peak            | Spacewatch        |
| 418325 | 2008 FD127             | 31 de març de 2008     | Mount Lemmon         | Mt. Lemmon Survey |
| 418326 | 2008 FO128             | 28 de març de 2008     | Mount Lemmon         | Mt. Lemmon Survey |
| 418327 | 2008 FP128             | 28 de març de 2008     | Mount Lemmon         | Mt. Lemmon Survey |
| 418328 | 2008 FZ134             | 30 de març de 2008     | Kitt Peak            | Spacewatch        |
| 418329 | 2008 GC3               | 7 d'abril de 2008      | Catalina             | CSS               |
| 418330 | 2008 GF4               | 7 d'abril de 2008      | Grove Creek          | F. Tozzi          |
| 418331 | 2008 GH6               | 10 de març de 2008     | Mount Lemmon         | Mt. Lemmon Survey |
| 418332 | 2008 GE7               | 1 d'abril de 2008      | Kitt Peak            | Spacewatch        |
| 418333 | 2008 GH7               | 1 d'abril de 2008      | Kitt Peak            | Spacewatch        |
| 418334 | 2008 GQ7               | 1 d'abril de 2008      | Kitt Peak            | Spacewatch        |
| 418335 | 2008 GK9               | 1 d'abril de 2008      | Kitt Peak            | Spacewatch        |
| 418336 | 2008 GZ13              | 3 d'abril de 2008      | Mount Lemmon         | Mt. Lemmon Survey |
| 418337 | 2008 GS16              | 3 d'abril de 2008      | Mount Lemmon         | Mt. Lemmon Survey |
| 418338 | 2008 GD21              | 1 d'abril de 2008      | Mount Lemmon         | Mt. Lemmon Survey |
| 418339 | 2008 GL21              | 4 d'abril de 2008      | Mayhill              | W. G. Dillon      |
| 418340 | 2008 GZ34              | 3 d'abril de 2008      | Mount Lemmon         | Mt. Lemmon Survey |
| 418341 | 2008 GR35              | 3 d'abril de 2008      | Kitt Peak            | Spacewatch        |
| 418342 | 2008 GF37              | 3 d'abril de 2008      | Kitt Peak            | Spacewatch        |
| 418343 | 2008 GG46              | 4 d'abril de 2008      | Kitt Peak            | Spacewatch        |
| 418344 | 2008 GJ48              | 5 d'abril de 2008      | Kitt Peak            | Spacewatch        |
| 418345 | 2008 GB61              | 5 d'abril de 2008      | Mount Lemmon         | Mt. Lemmon Survey |
| 418346 | 2008 GX62              | 5 d'abril de 2008      | Kitt Peak            | Spacewatch        |
| 418347 | 2008 GN69              | 6 d'abril de 2008      | Mount Lemmon         | Mt. Lemmon Survey |
| 418348 | 2008 GL76              | 7 d'abril de 2008      | Mount Lemmon         | Mt. Lemmon Survey |
| 418349 | 2008 GM81              | 5 de març de 2008      | Mount Lemmon         | Mt. Lemmon Survey |
| 418350 | 2008 GB88              | 6 d'abril de 2008      | Kitt Peak            | Spacewatch        |
| 418351 | 2008 GL90              | 6 d'abril de 2008      | Mount Lemmon         | Mt. Lemmon Survey |
| 418352 | 2008 GC93              | 8 de març de 2008      | Socorro              | LINEAR            |
| 418353 | 2008 GC97              | 24 de setembre de 2005 | Kitt Peak            | Spacewatch        |
| 418354 | 2008 GD97              | 4 d'abril de 2008      | Kitt Peak            | Spacewatch        |
| 418355 | 2008 GM98              | 4 de març de 2008      | Mount Lemmon         | Mt. Lemmon Survey |
| 418356 | 2008 GV100             | 28 de març de 2008     | Mount Lemmon         | Mt. Lemmon Survey |
| 418357 | 2008 GX100             | 9 d'abril de 2008      | Kitt Peak            | Spacewatch        |
| 418358 | 2008 GA102             | 6 d'abril de 2008      | Kitt Peak            | Spacewatch        |
| 418359 | 2008 GL104             | 28 de març de 2008     | Kitt Peak            | Spacewatch        |
| 418360 | 2008 GT107             | 12 d'abril de 2008     | Kitt Peak            | Spacewatch        |
| 418361 | 2008 GQ111             | 8 d'abril de 2008      | Socorro              | LINEAR            |
| 418362 | 2008 GP115             | 15 de març de 2008     | Kitt Peak            | Spacewatch        |
| 418363 | 2008 GV117             | 11 d'abril de 2008     | Catalina             | CSS               |
| 418364 | 2008 GY117             | 11 d'abril de 2008     | Mount Lemmon         | Mt. Lemmon Survey |
| 418365 | 2008 GT119             | 3 d'abril de 2008      | Mount Lemmon         | Mt. Lemmon Survey |
| 418366 | 2008 GD123             | 30 de març de 2008     | Kitt Peak            | Spacewatch        |
| 418367 | 2008 GB127             | 14 d'abril de 2008     | Mount Lemmon         | Mt. Lemmon Survey |
| 418368 | 2008 GL127             | 14 d'abril de 2008     | Mount Lemmon         | Mt. Lemmon Survey |
| 418369 | 2008 GO132             | 13 d'abril de 2008     | Mount Lemmon         | Mt. Lemmon Survey |
| 418370 | 2008 GJ133             | 3 d'abril de 2008      | Kitt Peak            | Spacewatch        |
| 418371 | 2008 GU133             | 11 d'abril de 2008     | Socorro              | LINEAR            |
| 418372 | 2008 GB138             | 28 de febrer de 2008   | Kitt Peak            | Spacewatch        |
| 418373 | 2008 GX138             | 6 d'abril de 2008      | Kitt Peak            | Spacewatch        |
| 418374 | 2008 GM141             | 14 d'abril de 2008     | Mount Lemmon         | Mt. Lemmon Survey |
| 418375 | 2008 GA145             | 20 de desembre de 2007 | Kitt Peak            | Spacewatch        |
| 418376 | 2008 GG146             | 14 d'abril de 2008     | Mount Lemmon         | Mt. Lemmon Survey |
| 418377 | 2008 HA5               | 6 de març de 2008      | Kitt Peak            | Spacewatch        |
| 418378 | 2008 HC5               | 24 d'abril de 2008     | Kitt Peak            | Spacewatch        |
| 418379 | 2008 HK6               | 24 d'abril de 2008     | Kitt Peak            | Spacewatch        |
| 418380 | 2008 HF9               | 24 d'abril de 2008     | Kitt Peak            | Spacewatch        |
| 418381 | 2008 HX15              | 25 d'abril de 2008     | Kitt Peak            | Spacewatch        |
| 418382 | 2008 HE16              | 25 d'abril de 2008     | Kitt Peak            | Spacewatch        |
| 418383 | 2008 HM17              | 26 d'abril de 2008     | Kitt Peak            | Spacewatch        |
| 418384 | 2008 HJ21              | 15 de març de 2008     | Mount Lemmon         | Mt. Lemmon Survey |
| 418385 | 2008 HQ22              | 15 d'abril de 2008     | Mount Lemmon         | Mt. Lemmon Survey |
| 418386 | 2008 HK29              | 28 d'abril de 2008     | Mount Lemmon         | Mt. Lemmon Survey |
| 418387 | 2008 HL34              | 27 d'abril de 2008     | Kitt Peak            | Spacewatch        |
| 418388 | 2008 HE45              | 28 d'abril de 2008     | Kitt Peak            | Spacewatch        |
| 418389 | 2008 HH57              | 30 d'abril de 2008     | Kitt Peak            | Spacewatch        |
| 418390 | 2008 HV57              | 30 d'abril de 2008     | Kitt Peak            | Spacewatch        |
| 418391 | 2008 HP60              | 28 d'abril de 2008     | Mount Lemmon         | Mt. Lemmon Survey |
| 418392 | 2008 HT66              | 16 d'abril de 2008     | Mount Lemmon         | Mt. Lemmon Survey |
| 418393 | 2008 HG67              | 28 d'abril de 2008     | Kitt Peak            | Spacewatch        |
| 418394 | 2008 HO69              | 29 d'abril de 2008     | Mount Lemmon         | Mt. Lemmon Survey |
| 418395 | 2008 HG70              | 16 d'abril de 2008     | Mount Lemmon         | Mt. Lemmon Survey |
| 418396 | 2008 JL4               | 1 de maig de 2008      | Kitt Peak            | Spacewatch        |
| 418397 | 2008 JS4               | 2 de maig de 2008      | Catalina             | CSS               |
| 418398 | 2008 JJ21              | 7 d'abril de 2008      | Catalina             | CSS               |
| 418399 | 2008 JT22              | 7 de maig de 2008      | Kitt Peak            | Spacewatch        |
| 418400 | 2008 JL27              | 8 de maig de 2008      | Kitt Peak            | Spacewatch        |

## 418401-418500
| Nom    | Designació provisional | Data de descobriment   | Lloc de descobriment | Descobridor/s        |
| ------ | ---------------------- | ---------------------- | -------------------- | -------------------- |
| 418401 | 2008 JP32              | 29 d'abril de 2008     | Kitt Peak            | Spacewatch           |
| 418402 | 2008 KH7               | 26 de maig de 2008     | Kitt Peak            | Spacewatch           |
| 418403 | 2008 KD12              | 12 de maig de 2008     | Siding Spring        | Siding Spring Survey |
| 418404 | 2008 KX16              | 1 de maig de 2008      | Kitt Peak            | Spacewatch           |
| 418405 | 2008 KB18              | 28 de maig de 2008     | Kitt Peak            | Spacewatch           |
| 418406 | 2008 KF18              | 16 d'abril de 2008     | Mount Lemmon         | Mt. Lemmon Survey    |
| 418407 | 2008 KG21              | 28 de maig de 2008     | Kitt Peak            | Spacewatch           |
| 418408 | 2008 KD29              | 14 d'abril de 2008     | Mount Lemmon         | Mt. Lemmon Survey    |
| 418409 | 2008 KC31              | 29 de maig de 2008     | Kitt Peak            | Spacewatch           |
| 418410 | 2008 LL                | 2 de juny de 2008      | Mount Lemmon         | Mt. Lemmon Survey    |
| 418411 | 2008 LH3               | 1 de juny de 2008      | Kitt Peak            | Spacewatch           |
| 418412 | 2008 LP5               | 28 de maig de 2008     | Kitt Peak            | Spacewatch           |
| 418413 | 2008 LU8               | 4 d'abril de 2008      | Kitt Peak            | Spacewatch           |
| 418414 | 2008 LH10              | 3 de maig de 2008      | Mount Lemmon         | Mt. Lemmon Survey    |
| 418415 | 2008 LV10              | 3 de maig de 2008      | Mount Lemmon         | Mt. Lemmon Survey    |
| 418416 | 2008 LV16              | 15 de juny de 2008     | Catalina             | CSS                  |
| 418417 | 2008 LV17              | 4 de juny de 2008      | Kitt Peak            | Spacewatch           |
| 418418 | 2008 LW17              | 6 de juny de 2008      | Kitt Peak            | Spacewatch           |
| 418419 | 2008 MT1               | 28 de juny de 2008     | Vicques              | M. Ory               |
| 418420 | 2008 MK5               | 27 de juny de 2008     | Siding Spring        | Siding Spring Survey |
| 418421 | 2008 NB4               | 11 de juliol de 2008   | Siding Spring        | Siding Spring Survey |
| 418422 | 2008 NA5               | 10 de juliol de 2008   | Siding Spring        | Siding Spring Survey |
| 418423 | 2008 NK5               | 1 de juliol de 2008    | Catalina             | CSS                  |
| 418424 | 2008 NM5               | 8 de juliol de 2008    | Mount Lemmon         | Mt. Lemmon Survey    |
| 418425 | 2008 OR                | 25 de juliol de 2008   | Pla D'Arguines       | R. Ferrando          |
| 418426 | 2008 OQ3               | 25 de juliol de 2008   | Siding Spring        | Siding Spring Survey |
| 418427 | 2008 OM7               | 29 de juliol de 2008   | Mount Lemmon         | Mt. Lemmon Survey    |
| 418428 | 2008 OF11              | 31 de juliol de 2008   | La Sagra             | OAM                  |
| 418429 | 2008 OC17              | 29 de juliol de 2008   | Kitt Peak            | Spacewatch           |
| 418430 | 2008 OP22              | 29 de juliol de 2008   | Kitt Peak            | Spacewatch           |
| 418431 | 2008 OO24              | 30 de juliol de 2008   | Kitt Peak            | Spacewatch           |
| 418432 | 2008 OF25              | 30 de juliol de 2008   | Catalina             | CSS                  |
| 418433 | 2008 PV                | 1 d'agost de 2008      | Socorro              | LINEAR               |
| 418434 | 2008 PX2               | 3 d'agost de 2008      | Dauban               | F. Kugel             |
| 418435 | 2008 PE9               | 6 de febrer de 2002    | Kitt Peak            | Spacewatch           |
| 418436 | 2008 PG10              | 5 d'agost de 2008      | La Sagra             | OAM                  |
| 418437 | 2008 PX10              | 30 de juliol de 2008   | Catalina             | CSS                  |
| 418438 | 2008 PX21              | 6 d'agost de 2008      | Siding Spring        | Siding Spring Survey |
| 418439 | 2008 QH5               | 22 d'agost de 2008     | Kitt Peak            | Spacewatch           |
| 418440 | 2008 QM5               | 22 d'agost de 2008     | Kitt Peak            | Spacewatch           |
| 418441 | 2008 QS8               | 25 d'agost de 2008     | La Sagra             | OAM                  |
| 418442 | 2008 QF11              | 22 d'agost de 2008     | Kitt Peak            | Spacewatch           |
| 418443 | 2008 QC18              | 28 d'agost de 2008     | La Sagra             | OAM                  |
| 418444 | 2008 QM23              | 29 d'agost de 2008     | Taunus               | E. Schwab, R. Kling  |
| 418445 | 2008 QN26              | 22 de setembre de 2003 | Anderson Mesa        | LONEOS               |
| 418446 | 2008 QA34              | 29 d'agost de 2008     | La Sagra             | OAM                  |
| 418447 | 2008 QW43              | 23 d'agost de 2008     | Siding Spring        | Siding Spring Survey |
| 418448 | 2008 QN45              | 30 d'agost de 2008     | Socorro              | LINEAR               |
| 418449 | 2008 QR46              | 26 d'agost de 2008     | Socorro              | LINEAR               |
| 418450 | 2008 QN47              | 23 d'agost de 2008     | Kitt Peak            | Spacewatch           |
| 418451 | 2008 QY47              | 24 d'agost de 2008     | Kitt Peak            | Spacewatch           |
| 418452 | 2008 RN5               | 2 de setembre de 2008  | Kitt Peak            | Spacewatch           |
| 418453 | 2008 RS5               | 2 de setembre de 2008  | Kitt Peak            | Spacewatch           |
| 418454 | 2008 RL9               | 3 de setembre de 2008  | Kitt Peak            | Spacewatch           |
| 418455 | 2008 RB15              | 24 d'agost de 2008     | Kitt Peak            | Spacewatch           |
| 418456 | 2008 RK24              | 5 de setembre de 2008  | Socorro              | LINEAR               |
| 418457 | 2008 RK28              | 2 de setembre de 2008  | Kitt Peak            | Spacewatch           |
| 418458 | 2008 RY32              | 2 de setembre de 2008  | Kitt Peak            | Spacewatch           |
| 418459 | 2008 RP37              | 2 de setembre de 2008  | Kitt Peak            | Spacewatch           |
| 418460 | 2008 RA40              | 2 de setembre de 2008  | Kitt Peak            | Spacewatch           |
| 418461 | 2008 RR40              | 2 de setembre de 2008  | Kitt Peak            | Spacewatch           |
| 418462 | 2008 RU41              | 2 de setembre de 2008  | Kitt Peak            | Spacewatch           |
| 418463 | 2008 RR42              | 2 de setembre de 2008  | Kitt Peak            | Spacewatch           |
| 418464 | 2008 RX46              | 2 de setembre de 2008  | Kitt Peak            | Spacewatch           |
| 418465 | 2008 RD49              | 21 de setembre de 2003 | Kitt Peak            | Spacewatch           |
| 418466 | 2008 RT52              | 29 de juliol de 2008   | Mount Lemmon         | Mt. Lemmon Survey    |
| 418467 | 2008 RM54              | 3 de setembre de 2008  | Kitt Peak            | Spacewatch           |
| 418468 | 2008 RT56              | 3 de setembre de 2008  | Kitt Peak            | Spacewatch           |
| 418469 | 2008 RD64              | 4 de setembre de 2008  | Kitt Peak            | Spacewatch           |
| 418470 | 2008 RV85              | 5 de setembre de 2008  | Kitt Peak            | Spacewatch           |
| 418471 | 2008 RY85              | 5 de setembre de 2008  | Kitt Peak            | Spacewatch           |
| 418472 | 2008 RT87              | 5 de setembre de 2008  | Kitt Peak            | Spacewatch           |
| 418473 | 2008 RZ87              | 5 de setembre de 2008  | Kitt Peak            | Spacewatch           |
| 418474 | 2008 RA88              | 5 de setembre de 2008  | Kitt Peak            | Spacewatch           |
| 418475 | 2008 RQ92              | 6 de setembre de 2008  | Kitt Peak            | Spacewatch           |
| 418476 | 2008 RZ92              | 6 de setembre de 2008  | Kitt Peak            | Spacewatch           |
| 418477 | 2008 RW93              | 6 de setembre de 2008  | Kitt Peak            | Spacewatch           |
| 418478 | 2008 RG96              | 30 de juliol de 2008   | Kitt Peak            | Spacewatch           |
| 418479 | 2008 RQ96              | 7 de setembre de 2008  | Mount Lemmon         | Mt. Lemmon Survey    |
| 418480 | 2008 RH102             | 3 de setembre de 2008  | Kitt Peak            | Spacewatch           |
| 418481 | 2008 RF104             | 5 de setembre de 2008  | Kitt Peak            | Spacewatch           |
| 418482 | 2008 RN104             | 6 de setembre de 2008  | Mount Lemmon         | Mt. Lemmon Survey    |
| 418483 | 2008 RQ104             | 6 de setembre de 2008  | Kitt Peak            | Spacewatch           |
| 418484 | 2008 RF106             | 6 de setembre de 2008  | Siding Spring        | Siding Spring Survey |
| 418485 | 2008 RT106             | 7 de setembre de 2008  | Mount Lemmon         | Mt. Lemmon Survey    |
| 418486 | 2008 RJ111             | 4 de setembre de 2008  | Kitt Peak            | Spacewatch           |
| 418487 | 2008 RT112             | 5 de setembre de 2008  | Kitt Peak            | Spacewatch           |
| 418488 | 2008 RM114             | 6 de setembre de 2008  | Mount Lemmon         | Mt. Lemmon Survey    |
| 418489 | 2008 RA117             | 7 de setembre de 2008  | Mount Lemmon         | Mt. Lemmon Survey    |
| 418490 | 2008 RG118             | 9 de setembre de 2008  | Mount Lemmon         | Mt. Lemmon Survey    |
| 418491 | 2008 RG122             | 3 de setembre de 2008  | Kitt Peak            | Spacewatch           |
| 418492 | 2008 RG124             | 6 de setembre de 2008  | Kitt Peak            | Spacewatch           |
| 418493 | 2008 RV129             | 8 de setembre de 2008  | Kitt Peak            | Spacewatch           |
| 418494 | 2008 RB131             | 7 de setembre de 2008  | Mount Lemmon         | Mt. Lemmon Survey    |
| 418495 | 2008 RF135             | 2 de setembre de 2008  | Kitt Peak            | Spacewatch           |
| 418496 | 2008 RG140             | 8 de setembre de 2008  | Bergisch Gladbac     | W. Bickel            |
| 418497 | 2008 RH141             | 31 de gener de 2006    | Kitt Peak            | Spacewatch           |
| 418498 | 2008 RR143             | 6 de setembre de 2008  | Kitt Peak            | Spacewatch           |
| 418499 | 2008 RZ144             | 5 de setembre de 2008  | Kitt Peak            | Spacewatch           |
| 418500 | 2008 RD145             | 6 de setembre de 2008  | Kitt Peak            | Spacewatch           |

## 418501-418600
| Nom    | Designació provisional | Data de descobriment   | Lloc de descobriment | Descobridor/s     |
| ------ | ---------------------- | ---------------------- | -------------------- | ----------------- |
| 418501 | 2008 RF146             | 6 de setembre de 2008  | Mount Lemmon         | Mt. Lemmon Survey |
| 418502 | 2008 RK146             | 6 de setembre de 2008  | Kitt Peak            | Spacewatch        |
| 418503 | 2008 RL146             | 7 de setembre de 2008  | Mount Lemmon         | Mt. Lemmon Survey |
| 418504 | 2008 SA3               | 19 de setembre de 2008 | Socorro              | LINEAR            |
| 418505 | 2008 SZ4               | 7 de setembre de 2008  | Catalina             | CSS               |
| 418506 | 2008 SA6               | 22 de setembre de 2008 | Socorro              | LINEAR            |
| 418507 | 2008 SH21              | 21 d'agost de 2008     | Kitt Peak            | Spacewatch        |
| 418508 | 2008 SY26              | 19 de setembre de 2008 | Kitt Peak            | Spacewatch        |
| 418509 | 2008 SA35              | 20 de setembre de 2008 | Kitt Peak            | Spacewatch        |
| 418510 | 2008 SD35              | 6 de setembre de 2008  | Mount Lemmon         | Mt. Lemmon Survey |
| 418511 | 2008 SR38              | 20 de setembre de 2008 | Kitt Peak            | Spacewatch        |
| 418512 | 2008 SN39              | 20 de setembre de 2008 | Kitt Peak            | Spacewatch        |
| 418513 | 2008 SS39              | 20 de setembre de 2008 | Kitt Peak            | Spacewatch        |
| 418514 | 2008 ST40              | 20 de setembre de 2008 | Catalina             | CSS               |
| 418515 | 2008 SB45              | 6 de setembre de 2008  | Mount Lemmon         | Mt. Lemmon Survey |
| 418516 | 2008 SL53              | 9 de març de 2005      | Mount Lemmon         | Mt. Lemmon Survey |
| 418517 | 2008 SL56              | 6 de setembre de 2008  | Mount Lemmon         | Mt. Lemmon Survey |
| 418518 | 2008 SU56              | 20 de setembre de 2008 | Mount Lemmon         | Mt. Lemmon Survey |
| 418519 | 2008 SX57              | 20 de setembre de 2008 | Kitt Peak            | Spacewatch        |
| 418520 | 2008 ST59              | 20 de setembre de 2008 | Kitt Peak            | Spacewatch        |
| 418521 | 2008 SX59              | 20 de setembre de 2008 | Catalina             | CSS               |
| 418522 | 2008 SA61              | 20 de setembre de 2008 | Catalina             | CSS               |
| 418523 | 2008 SO62              | 21 de setembre de 2008 | Kitt Peak            | Spacewatch        |
| 418524 | 2008 SS63              | 21 de setembre de 2008 | Kitt Peak            | Spacewatch        |
| 418525 | 2008 SH64              | 9 de setembre de 2008  | Mount Lemmon         | Mt. Lemmon Survey |
| 418526 | 2008 SY65              | 21 de setembre de 2008 | Mount Lemmon         | Mt. Lemmon Survey |
| 418527 | 2008 SW71              | 22 de setembre de 2008 | Kitt Peak            | Spacewatch        |
| 418528 | 2008 SE72              | 22 de setembre de 2008 | Catalina             | CSS               |
| 418529 | 2008 SK73              | 21 de setembre de 2003 | Kitt Peak            | Spacewatch        |
| 418530 | 2008 SS78              | 23 de setembre de 2008 | Mount Lemmon         | Mt. Lemmon Survey |
| 418531 | 2008 SB84              | 29 de novembre de 2003 | Kitt Peak            | Spacewatch        |
| 418532 | 2008 SZ84              | 27 de setembre de 2008 | Taunus               | Taunus            |
| 418533 | 2008 SC87              | 20 de setembre de 2008 | Kitt Peak            | Spacewatch        |
| 418534 | 2008 SZ87              | 20 de setembre de 2008 | Catalina             | CSS               |
| 418535 | 2008 SV88              | 20 de setembre de 2008 | Catalina             | CSS               |
| 418536 | 2008 SW90              | 21 de setembre de 2008 | Kitt Peak            | Spacewatch        |
| 418537 | 2008 SG92              | 21 de setembre de 2008 | Kitt Peak            | Spacewatch        |
| 418538 | 2008 SS98              | 21 de setembre de 2008 | Kitt Peak            | Spacewatch        |
| 418539 | 2008 SK101             | 21 de setembre de 2008 | Kitt Peak            | Spacewatch        |
| 418540 | 2008 SR102             | 21 de setembre de 2008 | Mount Lemmon         | Mt. Lemmon Survey |
| 418541 | 2008 SW102             | 21 de setembre de 2008 | Kitt Peak            | Spacewatch        |
| 418542 | 2008 SY102             | 21 de setembre de 2008 | Kitt Peak            | Spacewatch        |
| 418543 | 2008 SZ102             | 21 de setembre de 2008 | Kitt Peak            | Spacewatch        |
| 418544 | 2008 SB104             | 21 de setembre de 2008 | Kitt Peak            | Spacewatch        |
| 418545 | 2008 SQ107             | 9 de setembre de 2008  | Kitt Peak            | Spacewatch        |
| 418546 | 2008 SS107             | 22 de setembre de 2008 | Kitt Peak            | Spacewatch        |
| 418547 | 2008 ST107             | 22 de setembre de 2008 | Kitt Peak            | Spacewatch        |
| 418548 | 2008 SQ113             | 22 de setembre de 2008 | Kitt Peak            | Spacewatch        |
| 418549 | 2008 SO115             | 22 de setembre de 2008 | Kitt Peak            | Spacewatch        |
| 418550 | 2008 SF117             | 22 de setembre de 2008 | Mount Lemmon         | Mt. Lemmon Survey |
| 418551 | 2008 SF119             | 22 de setembre de 2008 | Mount Lemmon         | Mt. Lemmon Survey |
| 418552 | 2008 SJ119             | 22 de setembre de 2008 | Mount Lemmon         | Mt. Lemmon Survey |
| 418553 | 2008 SD121             | 22 de setembre de 2008 | Mount Lemmon         | Mt. Lemmon Survey |
| 418554 | 2008 SH121             | 22 de setembre de 2008 | Mount Lemmon         | Mt. Lemmon Survey |
| 418555 | 2008 SG122             | 6 de setembre de 2008  | Mount Lemmon         | Mt. Lemmon Survey |
| 418556 | 2008 SD123             | 22 de setembre de 2008 | Mount Lemmon         | Mt. Lemmon Survey |
| 418557 | 2008 SM123             | 22 de setembre de 2008 | Mount Lemmon         | Mt. Lemmon Survey |
| 418558 | 2008 SH125             | 22 de setembre de 2008 | Mount Lemmon         | Mt. Lemmon Survey |
| 418559 | 2008 SU130             | 22 de setembre de 2008 | Kitt Peak            | Spacewatch        |
| 418560 | 2008 SD139             | 23 de setembre de 2008 | Kitt Peak            | Spacewatch        |
| 418561 | 2008 SE140             | 24 de setembre de 2008 | Catalina             | CSS               |
| 418562 | 2008 SL140             | 24 de setembre de 2008 | Mount Lemmon         | Mt. Lemmon Survey |
| 418563 | 2008 SM140             | 6 de setembre de 2008  | Mount Lemmon         | Mt. Lemmon Survey |
| 418564 | 2008 SY144             | 25 de setembre de 2008 | Kitt Peak            | Spacewatch        |
| 418565 | 2008 SN150             | 24 de novembre de 2003 | Kitt Peak            | Spacewatch        |
| 418566 | 2008 SM154             | 22 de setembre de 2008 | Socorro              | LINEAR            |
| 418567 | 2008 ST154             | 22 de setembre de 2008 | Socorro              | LINEAR            |
| 418568 | 2008 SM156             | 23 de setembre de 2008 | Socorro              | LINEAR            |
| 418569 | 2008 ST157             | 24 d'agost de 2008     | Kitt Peak            | Spacewatch        |
| 418570 | 2008 SD161             | 28 de setembre de 2008 | Socorro              | LINEAR            |
| 418571 | 2008 SE169             | 21 de setembre de 2008 | Mount Lemmon         | Mt. Lemmon Survey |
| 418572 | 2008 SP172             | 22 de setembre de 2008 | Mount Lemmon         | Mt. Lemmon Survey |
| 418573 | 2008 SA173             | 22 de setembre de 2008 | Mount Lemmon         | Mt. Lemmon Survey |
| 418574 | 2008 SU177             | 30 de juliol de 2008   | Mount Lemmon         | Mt. Lemmon Survey |
| 418575 | 2008 SY184             | 24 de setembre de 2008 | Kitt Peak            | Spacewatch        |
| 418576 | 2008 SD186             | 7 de setembre de 2008  | Mount Lemmon         | Mt. Lemmon Survey |
| 418577 | 2008 SJ188             | 25 de setembre de 2008 | Kitt Peak            | Spacewatch        |
| 418578 | 2008 SO188             | 25 de setembre de 2008 | Kitt Peak            | Spacewatch        |
| 418579 | 2008 SM196             | 25 de setembre de 2008 | Kitt Peak            | Spacewatch        |
| 418580 | 2008 SB200             | 26 de setembre de 2008 | Kitt Peak            | Spacewatch        |
| 418581 | 2008 SM200             | 26 de setembre de 2008 | Kitt Peak            | Spacewatch        |
| 418582 | 2008 SM201             | 26 de setembre de 2008 | Kitt Peak            | Spacewatch        |
| 418583 | 2008 SS206             | 26 de setembre de 2008 | Kitt Peak            | Spacewatch        |
| 418584 | 2008 SM211             | 28 de setembre de 2008 | Mount Lemmon         | Mt. Lemmon Survey |
| 418585 | 2008 SJ217             | 29 de setembre de 2008 | Mount Lemmon         | Mt. Lemmon Survey |
| 418586 | 2008 SP218             | 30 de setembre de 2008 | La Sagra             | OAM               |
| 418587 | 2008 SL233             | 28 de setembre de 2008 | Mount Lemmon         | Mt. Lemmon Survey |
| 418588 | 2008 SO233             | 28 de setembre de 2008 | Mount Lemmon         | Mt. Lemmon Survey |
| 418589 | 2008 SB235             | 19 de setembre de 2008 | Kitt Peak            | Spacewatch        |
| 418590 | 2008 SM240             | 29 de setembre de 2008 | Kitt Peak            | Spacewatch        |
| 418591 | 2008 SS241             | 29 de setembre de 2008 | Catalina             | CSS               |
| 418592 | 2008 SY242             | 6 de setembre de 2008  | Mount Lemmon         | Mt. Lemmon Survey |
| 418593 | 2008 SY246             | 30 de setembre de 2008 | Catalina             | CSS               |
| 418594 | 2008 SC248             | 20 de setembre de 2008 | Kitt Peak            | Spacewatch        |
| 418595 | 2008 SY253             | 22 de setembre de 2008 | Kitt Peak            | Spacewatch        |
| 418596 | 2008 SO257             | 22 de setembre de 2008 | Kitt Peak            | Spacewatch        |
| 418597 | 2008 SX258             | 21 d'octubre de 2003   | Kitt Peak            | Spacewatch        |
| 418598 | 2008 ST259             | 23 de setembre de 2008 | Mount Lemmon         | Mt. Lemmon Survey |
| 418599 | 2008 SC260             | 23 de setembre de 2008 | Mount Lemmon         | Mt. Lemmon Survey |
| 418600 | 2008 SA261             | 23 de setembre de 2008 | Kitt Peak            | Spacewatch        |

## 418601-418700
| Nom    | Designació provisional | Data de descobriment   | Lloc de descobriment | Descobridor/s     |
| ------ | ---------------------- | ---------------------- | -------------------- | ----------------- |
| 418601 | 2008 SH262             | 24 de setembre de 2008 | Kitt Peak            | Spacewatch        |
| 418602 | 2008 SP265             | 29 de setembre de 2008 | Kitt Peak            | Spacewatch        |
| 418603 | 2008 SM269             | 22 de setembre de 2008 | Mount Lemmon         | Mt. Lemmon Survey |
| 418604 | 2008 SY270             | 25 de setembre de 2008 | Kitt Peak            | Spacewatch        |
| 418605 | 2008 SM271             | 29 de setembre de 2008 | Kitt Peak            | Spacewatch        |
| 418606 | 2008 SJ274             | 20 de setembre de 2008 | Kitt Peak            | Spacewatch        |
| 418607 | 2008 SF277             | 19 de desembre de 2003 | Kitt Peak            | Spacewatch        |
| 418608 | 2008 SX277             | 25 de setembre de 2008 | Kitt Peak            | Spacewatch        |
| 418609 | 2008 SZ279             | 24 de setembre de 2008 | Mount Lemmon         | Mt. Lemmon Survey |
| 418610 | 2008 SV286             | 23 de setembre de 2008 | Catalina             | CSS               |
| 418611 | 2008 SQ287             | 16 de març de 2005     | Mount Lemmon         | Mt. Lemmon Survey |
| 418612 | 2008 SK288             | 24 de setembre de 2008 | Catalina             | CSS               |
| 418613 | 2008 SH291             | 21 de setembre de 2008 | Catalina             | CSS               |
| 418614 | 2008 SJ291             | 22 de setembre de 2008 | Catalina             | CSS               |
| 418615 | 2008 SH300             | 23 de setembre de 2008 | Socorro              | LINEAR            |
| 418616 | 2008 SL300             | 23 de setembre de 2008 | Catalina             | CSS               |
| 418617 | 2008 SK302             | 23 de setembre de 2008 | Mount Lemmon         | Mt. Lemmon Survey |
| 418618 | 2008 SO308             | 30 de setembre de 2008 | Catalina             | CSS               |
| 418619 | 2008 TW5               | 3 d'octubre de 2008    | La Sagra             | OAM               |
| 418620 | 2008 TS7               | 3 d'octubre de 2008    | La Sagra             | OAM               |
| 418621 | 2008 TJ10              | 23 de setembre de 2008 | Kitt Peak            | Spacewatch        |
| 418622 | 2008 TO14              | 1 d'octubre de 2008    | Mount Lemmon         | Mt. Lemmon Survey |
| 418623 | 2008 TU19              | 22 de setembre de 2008 | Mount Lemmon         | Mt. Lemmon Survey |
| 418624 | 2008 TZ31              | 1 d'octubre de 2008    | Kitt Peak            | Spacewatch        |
| 418625 | 2008 TD33              | 1 d'octubre de 2008    | Kitt Peak            | Spacewatch        |
| 418626 | 2008 TX33              | 1 d'octubre de 2008    | Kitt Peak            | Spacewatch        |
| 418627 | 2008 TD34              | 7 de setembre de 2008  | Mount Lemmon         | Mt. Lemmon Survey |
| 418628 | 2008 TW34              | 24 d'agost de 2008     | Kitt Peak            | Spacewatch        |
| 418629 | 2008 TC37              | 1 d'octubre de 2008    | Mount Lemmon         | Mt. Lemmon Survey |
| 418630 | 2008 TF37              | 2 de setembre de 2008  | Kitt Peak            | Spacewatch        |
| 418631 | 2008 TT40              | 1 d'octubre de 2008    | Mount Lemmon         | Mt. Lemmon Survey |
| 418632 | 2008 TM42              | 1 d'octubre de 2008    | Mount Lemmon         | Mt. Lemmon Survey |
| 418633 | 2008 TB45              | 1 d'octubre de 2008    | Mount Lemmon         | Mt. Lemmon Survey |
| 418634 | 2008 TL47              | 1 d'octubre de 2008    | Kitt Peak            | Spacewatch        |
| 418635 | 2008 TA48              | 1 d'octubre de 2008    | Kitt Peak            | Spacewatch        |
| 418636 | 2008 TE51              | 2 d'octubre de 2008    | Kitt Peak            | Spacewatch        |
| 418637 | 2008 TE52              | 2 d'octubre de 2008    | Kitt Peak            | Spacewatch        |
| 418638 | 2008 TL52              | 24 de setembre de 2008 | Kitt Peak            | Spacewatch        |
| 418639 | 2008 TM53              | 2 d'octubre de 2008    | Kitt Peak            | Spacewatch        |
| 418640 | 2008 TM55              | 2 d'octubre de 2008    | Kitt Peak            | Spacewatch        |
| 418641 | 2008 TD56              | 20 de setembre de 2008 | Kitt Peak            | Spacewatch        |
| 418642 | 2008 TS58              | 2 d'octubre de 2008    | Kitt Peak            | Spacewatch        |
| 418643 | 2008 TO59              | 2 d'octubre de 2008    | Kitt Peak            | Spacewatch        |
| 418644 | 2008 TU61              | 2 d'octubre de 2008    | Kitt Peak            | Spacewatch        |
| 418645 | 2008 TH63              | 22 de setembre de 2008 | Mount Lemmon         | Mt. Lemmon Survey |
| 418646 | 2008 TT65              | 2 d'octubre de 2008    | Catalina             | CSS               |
| 418647 | 2008 TJ66              | 2 d'octubre de 2008    | Kitt Peak            | Spacewatch        |
| 418648 | 2008 TU72              | 2 d'octubre de 2008    | Kitt Peak            | Spacewatch        |
| 418649 | 2008 TQ76              | 2 d'octubre de 2008    | Mount Lemmon         | Mt. Lemmon Survey |
| 418650 | 2008 TT76              | 3 de setembre de 2008  | Kitt Peak            | Spacewatch        |
| 418651 | 2008 TQ83              | 3 d'octubre de 2008    | Kitt Peak            | Spacewatch        |
| 418652 | 2008 TZ83              | 3 d'octubre de 2008    | Kitt Peak            | Spacewatch        |
| 418653 | 2008 TT84              | 3 d'octubre de 2008    | Kitt Peak            | Spacewatch        |
| 418654 | 2008 TV84              | 24 de setembre de 2008 | Kitt Peak            | Spacewatch        |
| 418655 | 2008 TK87              | 25 de setembre de 2008 | Kitt Peak            | Spacewatch        |
| 418656 | 2008 TN91              | 4 d'octubre de 2008    | La Sagra             | OAM               |
| 418657 | 2008 TM92              | 3 de setembre de 2008  | Kitt Peak            | Spacewatch        |
| 418658 | 2008 TV93              | 26 d'abril de 2001     | Kitt Peak            | Spacewatch        |
| 418659 | 2008 TJ101             | 6 de setembre de 2008  | Mount Lemmon         | Mt. Lemmon Survey |
| 418660 | 2008 TF105             | 6 d'octubre de 2008    | Kitt Peak            | Spacewatch        |
| 418661 | 2008 TO112             | 6 d'octubre de 2008    | Catalina             | CSS               |
| 418662 | 2008 TO118             | 2 de setembre de 2008  | Kitt Peak            | Spacewatch        |
| 418663 | 2008 TW118             | 7 d'octubre de 2008    | Kitt Peak            | Spacewatch        |
| 418664 | 2008 TP127             | 8 d'octubre de 2008    | Mount Lemmon         | Mt. Lemmon Survey |
| 418665 | 2008 TZ128             | 8 d'octubre de 2008    | Mount Lemmon         | Mt. Lemmon Survey |
| 418666 | 2008 TG130             | 8 d'octubre de 2008    | Mount Lemmon         | Mt. Lemmon Survey |
| 418667 | 2008 TO130             | 8 d'octubre de 2008    | Mount Lemmon         | Mt. Lemmon Survey |
| 418668 | 2008 TU130             | 8 d'octubre de 2008    | Mount Lemmon         | Mt. Lemmon Survey |
| 418669 | 2008 TK131             | 8 d'octubre de 2008    | Mount Lemmon         | Mt. Lemmon Survey |
| 418670 | 2008 TW131             | 23 de setembre de 2008 | Kitt Peak            | Spacewatch        |
| 418671 | 2008 TY131             | 8 d'octubre de 2008    | Mount Lemmon         | Mt. Lemmon Survey |
| 418672 | 2008 TS138             | 23 de setembre de 2008 | Kitt Peak            | Spacewatch        |
| 418673 | 2008 TW147             | 9 d'octubre de 2008    | Mount Lemmon         | Mt. Lemmon Survey |
| 418674 | 2008 TD151             | 9 d'octubre de 2008    | Mount Lemmon         | Mt. Lemmon Survey |
| 418675 | 2008 TA164             | 1 d'octubre de 2008    | Mount Lemmon         | Mt. Lemmon Survey |
| 418676 | 2008 TO164             | 1 d'octubre de 2008    | Kitt Peak            | Spacewatch        |
| 418677 | 2008 TZ166             | 8 d'octubre de 2008    | Mount Lemmon         | Mt. Lemmon Survey |
| 418678 | 2008 TE168             | 1 d'octubre de 2008    | Kitt Peak            | Spacewatch        |
| 418679 | 2008 TC169             | 6 d'octubre de 2008    | Mount Lemmon         | Mt. Lemmon Survey |
| 418680 | 2008 TP171             | 6 d'octubre de 2008    | Catalina             | CSS               |
| 418681 | 2008 TB172             | 9 d'octubre de 2008    | Mount Lemmon         | Mt. Lemmon Survey |
| 418682 | 2008 TJ172             | 2 d'octubre de 2008    | Kitt Peak            | Spacewatch        |
| 418683 | 2008 TC174             | 2 d'octubre de 2008    | Mount Lemmon         | Mt. Lemmon Survey |
| 418684 | 2008 TM175             | 8 d'octubre de 2008    | Kitt Peak            | Spacewatch        |
| 418685 | 2008 TB181             | 3 d'octubre de 2008    | Mount Lemmon         | Mt. Lemmon Survey |
| 418686 | 2008 TJ189             | 10 d'octubre de 2008   | Mount Lemmon         | Mt. Lemmon Survey |
| 418687 | 2008 UG2               | 20 d'octubre de 2008   | Majdanak             | Majdanak          |
| 418688 | 2008 UT3               | 22 d'octubre de 2008   | Bergisch Gladbac     | W. Bickel         |
| 418689 | 2008 UQ4               | 24 d'octubre de 2008   | La Cañada            | La Canada         |
| 418690 | 2008 UE6               | 21 d'octubre de 2008   | Mount Lemmon         | Mt. Lemmon Survey |
| 418691 | 2008 UR6               | 22 d'octubre de 2008   | Andrushivka          | Andrushivka       |
| 418692 | 2008 UW7               | 17 d'octubre de 2008   | Kitt Peak            | Spacewatch        |
| 418693 | 2008 UP9               | 17 d'octubre de 2008   | Kitt Peak            | Spacewatch        |
| 418694 | 2008 UP10              | 24 de setembre de 2008 | Kitt Peak            | Spacewatch        |
| 418695 | 2008 UF12              | 17 d'octubre de 2008   | Kitt Peak            | Spacewatch        |
| 418696 | 2008 UH14              | 18 d'octubre de 2008   | Kitt Peak            | Spacewatch        |
| 418697 | 2008 UV16              | 18 d'octubre de 2008   | Kitt Peak            | Spacewatch        |
| 418698 | 2008 UB17              | 18 d'octubre de 2008   | Kitt Peak            | Spacewatch        |
| 418699 | 2008 UB24              | 7 d'octubre de 2008    | Kitt Peak            | Spacewatch        |
| 418700 | 2008 UM24              | 20 d'octubre de 2008   | Kitt Peak            | Spacewatch        |

## 418701-418800
| Nom    | Designació provisional | Data de descobriment   | Lloc de descobriment | Descobridor/s     |
| ------ | ---------------------- | ---------------------- | -------------------- | ----------------- |
| 418701 | 2008 US29              | 20 d'octubre de 2008   | Kitt Peak            | Spacewatch        |
| 418702 | 2008 UY30              | 20 d'octubre de 2008   | Kitt Peak            | Spacewatch        |
| 418703 | 2008 UE31              | 25 de setembre de 2008 | Kitt Peak            | Spacewatch        |
| 418704 | 2008 UP36              | 20 d'octubre de 2008   | Kitt Peak            | Spacewatch        |
| 418705 | 2008 UU37              | 20 d'octubre de 2008   | Kitt Peak            | Spacewatch        |
| 418706 | 2008 UL41              | 20 d'octubre de 2008   | Kitt Peak            | Spacewatch        |
| 418707 | 2008 UH42              | 20 d'octubre de 2008   | Kitt Peak            | Spacewatch        |
| 418708 | 2008 UO42              | 20 d'octubre de 2008   | Kitt Peak            | Spacewatch        |
| 418709 | 2008 UC48              | 2 d'octubre de 2008    | Kitt Peak            | Spacewatch        |
| 418710 | 2008 UO48              | 20 d'octubre de 2008   | Mount Lemmon         | Mt. Lemmon Survey |
| 418711 | 2008 UG53              | 20 d'octubre de 2008   | Kitt Peak            | Spacewatch        |
| 418712 | 2008 US60              | 21 d'octubre de 2008   | Kitt Peak            | Spacewatch        |
| 418713 | 2008 UK61              | 21 d'octubre de 2008   | Kitt Peak            | Spacewatch        |
| 418714 | 2008 UO66              | 21 d'octubre de 2008   | Kitt Peak            | Spacewatch        |
| 418715 | 2008 UC75              | 21 d'octubre de 2008   | Kitt Peak            | Spacewatch        |
| 418716 | 2008 UQ78              | 21 d'octubre de 2008   | Lulin                | LUSS              |
| 418717 | 2008 UR80              | 22 d'octubre de 2008   | Kitt Peak            | Spacewatch        |
| 418718 | 2008 UP83              | 8 d'octubre de 2008    | Mount Lemmon         | Mt. Lemmon Survey |
| 418719 | 2008 UQ83              | 8 d'octubre de 2008    | Mount Lemmon         | Mt. Lemmon Survey |
| 418720 | 2008 UT87              | 24 d'octubre de 2008   | Črni Vrh             | Crni Vrh          |
| 418721 | 2008 UX88              | 24 d'octubre de 2008   | Mount Lemmon         | Mt. Lemmon Survey |
| 418722 | 2008 UY90              | 7 d'octubre de 2008    | Kitt Peak            | Spacewatch        |
| 418723 | 2008 UG96              | 29 de setembre de 2008 | Catalina             | CSS               |
| 418724 | 2008 UK99              | 30 d'octubre de 2008   | Magdalena Ridge      | W. H. Ryan        |
| 418725 | 2008 UO103             | 20 d'octubre de 2008   | Mount Lemmon         | Mt. Lemmon Survey |
| 418726 | 2008 UN106             | 21 d'octubre de 2008   | Kitt Peak            | Spacewatch        |
| 418727 | 2008 UD110             | 22 d'octubre de 2008   | Kitt Peak            | Spacewatch        |
| 418728 | 2008 UC111             | 28 de setembre de 2008 | Mount Lemmon         | Mt. Lemmon Survey |
| 418729 | 2008 UX111             | 22 d'octubre de 2008   | Kitt Peak            | Spacewatch        |
| 418730 | 2008 UE113             | 9 d'octubre de 2008    | Kitt Peak            | Spacewatch        |
| 418731 | 2008 UX114             | 22 d'octubre de 2008   | Kitt Peak            | Spacewatch        |
| 418732 | 2008 UK118             | 22 d'octubre de 2008   | Kitt Peak            | Spacewatch        |
| 418733 | 2008 UX124             | 22 d'octubre de 2008   | Kitt Peak            | Spacewatch        |
| 418734 | 2008 UQ127             | 22 d'octubre de 2008   | Kitt Peak            | Spacewatch        |
| 418735 | 2008 UC130             | 23 d'octubre de 2008   | Kitt Peak            | Spacewatch        |
| 418736 | 2008 UU133             | 23 d'octubre de 2008   | Kitt Peak            | Spacewatch        |
| 418737 | 2008 UX133             | 23 d'octubre de 2008   | Kitt Peak            | Spacewatch        |
| 418738 | 2008 UK135             | 23 d'octubre de 2008   | Kitt Peak            | Spacewatch        |
| 418739 | 2008 UH139             | 23 d'octubre de 2008   | Kitt Peak            | Spacewatch        |
| 418740 | 2008 UO144             | 23 d'octubre de 2008   | Kitt Peak            | Spacewatch        |
| 418741 | 2008 UQ145             | 23 d'octubre de 2008   | Kitt Peak            | Spacewatch        |
| 418742 | 2008 UG149             | 23 d'octubre de 2008   | Kitt Peak            | Spacewatch        |
| 418743 | 2008 UO149             | 23 d'octubre de 2008   | Mount Lemmon         | Mt. Lemmon Survey |
| 418744 | 2008 UR152             | 23 d'octubre de 2008   | Mount Lemmon         | Mt. Lemmon Survey |
| 418745 | 2008 UQ155             | 23 d'octubre de 2008   | Mount Lemmon         | Mt. Lemmon Survey |
| 418746 | 2008 UC157             | 23 d'octubre de 2008   | Mount Lemmon         | Mt. Lemmon Survey |
| 418747 | 2008 UP157             | 23 d'octubre de 2008   | Mount Lemmon         | Mt. Lemmon Survey |
| 418748 | 2008 UM158             | 23 d'octubre de 2008   | Kitt Peak            | Spacewatch        |
| 418749 | 2008 UF162             | 26 de setembre de 2008 | Kitt Peak            | Spacewatch        |
| 418750 | 2008 UB165             | 8 d'octubre de 2008    | Kitt Peak            | Spacewatch        |
| 418751 | 2008 UR168             | 24 d'octubre de 2008   | Kitt Peak            | Spacewatch        |
| 418752 | 2008 UQ169             | 24 d'octubre de 2008   | Kitt Peak            | Spacewatch        |
| 418753 | 2008 UP177             | 24 d'octubre de 2008   | Mount Lemmon         | Mt. Lemmon Survey |
| 418754 | 2008 UA188             | 24 d'octubre de 2008   | Kitt Peak            | Spacewatch        |
| 418755 | 2008 UK189             | 25 d'octubre de 2008   | Mount Lemmon         | Mt. Lemmon Survey |
| 418756 | 2008 UC197             | 27 d'octubre de 2008   | Catalina             | CSS               |
| 418757 | 2008 UJ199             | 30 d'octubre de 2008   | Mount Lemmon         | Mt. Lemmon Survey |
| 418758 | 2008 UT204             | 27 de setembre de 2008 | Mount Lemmon         | Mt. Lemmon Survey |
| 418759 | 2008 UZ204             | 20 d'octubre de 2008   | Kitt Peak            | Spacewatch        |
| 418760 | 2008 UU208             | 23 d'octubre de 2008   | Kitt Peak            | Spacewatch        |
| 418761 | 2008 UO209             | 23 d'octubre de 2008   | Kitt Peak            | Spacewatch        |
| 418762 | 2008 UF211             | 23 d'octubre de 2008   | Kitt Peak            | Spacewatch        |
| 418763 | 2008 UD224             | 25 d'octubre de 2008   | Kitt Peak            | Spacewatch        |
| 418764 | 2008 UA227             | 25 d'octubre de 2008   | Kitt Peak            | Spacewatch        |
| 418765 | 2008 UY227             | 25 d'octubre de 2008   | Kitt Peak            | Spacewatch        |
| 418766 | 2008 UU239             | 26 d'octubre de 2008   | Kitt Peak            | Spacewatch        |
| 418767 | 2008 UP242             | 26 d'octubre de 2008   | Kitt Peak            | Spacewatch        |
| 418768 | 2008 UX242             | 22 d'octubre de 2008   | Kitt Peak            | Spacewatch        |
| 418769 | 2008 UB254             | 27 d'octubre de 2008   | Kitt Peak            | Spacewatch        |
| 418770 | 2008 UW262             | 27 d'octubre de 2008   | Kitt Peak            | Spacewatch        |
| 418771 | 2008 UZ262             | 27 d'octubre de 2008   | Kitt Peak            | Spacewatch        |
| 418772 | 2008 UW263             | 28 d'octubre de 2008   | Kitt Peak            | Spacewatch        |
| 418773 | 2008 UQ264             | 9 d'octubre de 2008    | Kitt Peak            | Spacewatch        |
| 418774 | 2008 UA265             | 28 de setembre de 2008 | Mount Lemmon         | Mt. Lemmon Survey |
| 418775 | 2008 UO267             | 28 d'octubre de 2008   | Kitt Peak            | Spacewatch        |
| 418776 | 2008 UZ267             | 25 de setembre de 2008 | Kitt Peak            | Spacewatch        |
| 418777 | 2008 UX272             | 28 d'octubre de 2008   | Kitt Peak            | Spacewatch        |
| 418778 | 2008 UJ276             | 28 d'octubre de 2008   | Mount Lemmon         | Mt. Lemmon Survey |
| 418779 | 2008 UV276             | 7 d'octubre de 2008    | Kitt Peak            | Spacewatch        |
| 418780 | 2008 UU280             | 27 de setembre de 2008 | Mount Lemmon         | Mt. Lemmon Survey |
| 418781 | 2008 UP290             | 28 d'octubre de 2008   | Kitt Peak            | Spacewatch        |
| 418782 | 2008 UG298             | 21 d'octubre de 2008   | Kitt Peak            | Spacewatch        |
| 418783 | 2008 UU302             | 29 d'octubre de 2008   | Kitt Peak            | Spacewatch        |
| 418784 | 2008 UB314             | 30 d'octubre de 2008   | Mount Lemmon         | Mt. Lemmon Survey |
| 418785 | 2008 US322             | 31 d'octubre de 2008   | Mount Lemmon         | Mt. Lemmon Survey |
| 418786 | 2008 UU322             | 28 de setembre de 2008 | Mount Lemmon         | Mt. Lemmon Survey |
| 418787 | 2008 UH323             | 31 d'octubre de 2008   | Catalina             | CSS               |
| 418788 | 2008 UF330             | 2 d'octubre de 2008    | Kitt Peak            | Spacewatch        |
| 418789 | 2008 UR337             | 20 d'octubre de 2008   | Kitt Peak            | Spacewatch        |
| 418790 | 2008 UJ346             | 31 d'octubre de 2008   | Mount Lemmon         | Mt. Lemmon Survey |
| 418791 | 2008 UR347             | 23 d'octubre de 2008   | Kitt Peak            | Spacewatch        |
| 418792 | 2008 UX357             | 25 d'octubre de 2008   | Catalina             | CSS               |
| 418793 | 2008 UD358             | 25 d'octubre de 2008   | Kitt Peak            | Spacewatch        |
| 418794 | 2008 UP364             | 28 d'octubre de 2008   | Catalina             | CSS               |
| 418795 | 2008 UM366             | 20 d'octubre de 2008   | Mount Lemmon         | Mt. Lemmon Survey |
| 418796 | 2008 UN366             | 20 d'octubre de 2008   | Mount Lemmon         | Mt. Lemmon Survey |
| 418797 | 2008 VF                | 1 de novembre de 2008  | Socorro              | LINEAR            |
| 418798 | 2008 VY                | 29 d'octubre de 2008   | Mount Lemmon         | Mt. Lemmon Survey |
| 418799 | 2008 VN10              | 2 de novembre de 2008  | Mount Lemmon         | Mt. Lemmon Survey |
| 418800 | 2008 VT14              | 9 de novembre de 2008  | La Sagra             | OAM               |

## 418801-418900
| Nom    | Designació provisional | Data de descobriment   | Lloc de descobriment | Descobridor/s        |
| ------ | ---------------------- | ---------------------- | -------------------- | -------------------- |
| 418801 | 2008 VO15              | 1 de novembre de 2008  | Kitt Peak            | Spacewatch           |
| 418802 | 2008 VN16              | 1 de novembre de 2008  | Kitt Peak            | Spacewatch           |
| 418803 | 2008 VG18              | 1 de novembre de 2008  | Kitt Peak            | Spacewatch           |
| 418804 | 2008 VU20              | 1 de novembre de 2008  | Mount Lemmon         | Mt. Lemmon Survey    |
| 418805 | 2008 VT22              | 23 de setembre de 2008 | Mount Lemmon         | Mt. Lemmon Survey    |
| 418806 | 2008 VO25              | 2 de novembre de 2008  | Kitt Peak            | Spacewatch           |
| 418807 | 2008 VL26              | 2 de novembre de 2008  | Kitt Peak            | Spacewatch           |
| 418808 | 2008 VB29              | 2 de novembre de 2008  | Kitt Peak            | Spacewatch           |
| 418809 | 2008 VO30              | 2 de novembre de 2008  | Kitt Peak            | Spacewatch           |
| 418810 | 2008 VJ32              | 7 d'octubre de 2008    | Mount Lemmon         | Mt. Lemmon Survey    |
| 418811 | 2008 VQ36              | 29 de novembre de 2003 | Kitt Peak            | Spacewatch           |
| 418812 | 2008 VF39              | 2 de novembre de 2008  | Catalina             | CSS                  |
| 418813 | 2008 VP39              | 2 de novembre de 2008  | Kitt Peak            | Spacewatch           |
| 418814 | 2008 VC41              | 22 d'octubre de 2008   | Kitt Peak            | Spacewatch           |
| 418815 | 2008 VQ45              | 3 de novembre de 2008  | Kitt Peak            | Spacewatch           |
| 418816 | 2008 VY46              | 20 d'octubre de 2008   | Kitt Peak            | Spacewatch           |
| 418817 | 2008 VE56              | 7 de març de 2005      | Socorro              | LINEAR               |
| 418818 | 2008 VP57              | 6 de novembre de 2008  | Mount Lemmon         | Mt. Lemmon Survey    |
| 418819 | 2008 VQ61              | 8 de novembre de 2008  | Mount Lemmon         | Mt. Lemmon Survey    |
| 418820 | 2008 VF66              | 1 de novembre de 2008  | Kitt Peak            | Spacewatch           |
| 418821 | 2008 VH67              | 7 de novembre de 2008  | Catalina             | CSS                  |
| 418822 | 2008 VO71              | 7 de novembre de 2008  | Mount Lemmon         | Mt. Lemmon Survey    |
| 418823 | 2008 VX76              | 2 de novembre de 2008  | Mount Lemmon         | Mt. Lemmon Survey    |
| 418824 | 2008 VY78              | 8 de novembre de 2008  | Mount Lemmon         | Mt. Lemmon Survey    |
| 418825 | 2008 VQ79              | 9 de novembre de 2008  | Kitt Peak            | Spacewatch           |
| 418826 | 2008 VB80              | 8 de novembre de 2008  | Kitt Peak            | Spacewatch           |
| 418827 | 2008 VQ80              | 28 de desembre de 2003 | Socorro              | LINEAR               |
| 418828 | 2008 WN3               | 29 d'octubre de 2008   | Kitt Peak            | Spacewatch           |
| 418829 | 2008 WB4               | 9 de març de 2005      | Catalina             | CSS                  |
| 418830 | 2008 WJ5               | 17 de novembre de 2008 | Kitt Peak            | Spacewatch           |
| 418831 | 2008 WA6               | 17 de novembre de 2008 | Kitt Peak            | Spacewatch           |
| 418832 | 2008 WM8               | 17 de novembre de 2008 | Kitt Peak            | Spacewatch           |
| 418833 | 2008 WJ18              | 23 de setembre de 2008 | Mount Lemmon         | Mt. Lemmon Survey    |
| 418834 | 2008 WH22              | 23 de setembre de 2008 | Kitt Peak            | Spacewatch           |
| 418835 | 2008 WH23              | 18 de novembre de 2008 | Catalina             | CSS                  |
| 418836 | 2008 WL28              | 27 d'octubre de 2008   | Mount Lemmon         | Mt. Lemmon Survey    |
| 418837 | 2008 WW29              | 19 de novembre de 2008 | Mount Lemmon         | Mt. Lemmon Survey    |
| 418838 | 2008 WD33              | 17 de novembre de 2008 | Farra d'Isonzo       | Farra d'Isonzo       |
| 418839 | 2008 WM33              | 17 de novembre de 2008 | Kitt Peak            | Spacewatch           |
| 418840 | 2008 WX33              | 29 de setembre de 2008 | Mount Lemmon         | Mt. Lemmon Survey    |
| 418841 | 2008 WZ34              | 17 de novembre de 2008 | Kitt Peak            | Spacewatch           |
| 418842 | 2008 WT48              | 18 de novembre de 2008 | Catalina             | CSS                  |
| 418843 | 2008 WW51              | 9 d'octubre de 2008    | Kitt Peak            | Spacewatch           |
| 418844 | 2008 WZ55              | 20 d'octubre de 2008   | Kitt Peak            | Spacewatch           |
| 418845 | 2008 WM59              | 18 de novembre de 2008 | Socorro              | LINEAR               |
| 418846 | 2008 WJ60              | 23 de novembre de 2008 | Mount Lemmon         | Mt. Lemmon Survey    |
| 418847 | 2008 WR60              | 20 d'octubre de 2008   | Kitt Peak            | Spacewatch           |
| 418848 | 2008 WL62              | 17 de novembre de 2008 | Kitt Peak            | Spacewatch           |
| 418849 | 2008 WM64              | 24 de novembre de 2008 | Mount Lemmon         | Mt. Lemmon Survey    |
| 418850 | 2008 WQ66              | 18 de novembre de 2008 | Kitt Peak            | Spacewatch           |
| 418851 | 2008 WE75              | 20 de novembre de 2008 | Kitt Peak            | Spacewatch           |
| 418852 | 2008 WH78              | 20 de novembre de 2008 | Kitt Peak            | Spacewatch           |
| 418853 | 2008 WJ87              | 6 d'octubre de 2008    | Mount Lemmon         | Mt. Lemmon Survey    |
| 418854 | 2008 WO88              | 21 de novembre de 2008 | Kitt Peak            | Spacewatch           |
| 418855 | 2008 WM92              | 20 d'octubre de 2008   | Kitt Peak            | Spacewatch           |
| 418856 | 2008 WT92              | 29 de setembre de 2008 | Socorro              | LINEAR               |
| 418857 | 2008 WD98              | 19 de novembre de 2008 | Kitt Peak            | Spacewatch           |
| 418858 | 2008 WA102             | 30 de novembre de 2008 | Socorro              | LINEAR               |
| 418859 | 2008 WL102             | 19 de novembre de 2008 | Catalina             | CSS                  |
| 418860 | 2008 WF105             | 30 de novembre de 2008 | Mount Lemmon         | Mt. Lemmon Survey    |
| 418861 | 2008 WG105             | 30 de novembre de 2008 | Mount Lemmon         | Mt. Lemmon Survey    |
| 418862 | 2008 WM109             | 4 de novembre de 2008  | Kitt Peak            | Spacewatch           |
| 418863 | 2008 WA110             | 30 de novembre de 2008 | Kitt Peak            | Spacewatch           |
| 418864 | 2008 WS133             | 18 de novembre de 2008 | Catalina             | CSS                  |
| 418865 | 2008 WR134             | 24 de novembre de 2008 | Mount Lemmon         | Mt. Lemmon Survey    |
| 418866 | 2008 WR135             | 19 de novembre de 2008 | Kitt Peak            | Spacewatch           |
| 418867 | 2008 WJ137             | 22 de novembre de 2008 | Socorro              | LINEAR               |
| 418868 | 2008 WA139             | 30 de novembre de 2008 | Socorro              | LINEAR               |
| 418869 | 2008 WN139             | 30 de novembre de 2008 | Socorro              | LINEAR               |
| 418870 | 2008 XV4               | 3 de desembre de 2008  | Socorro              | LINEAR               |
| 418871 | 2008 XB5               | 4 de desembre de 2008  | Socorro              | LINEAR               |
| 418872 | 2008 XS7               | 1 de desembre de 2008  | Kitt Peak            | Spacewatch           |
| 418873 | 2008 XL11              | 11 de març de 2005     | Kitt Peak            | Spacewatch           |
| 418874 | 2008 XR25              | 27 d'octubre de 2008   | Kitt Peak            | Spacewatch           |
| 418875 | 2008 XM44              | 8 d'octubre de 2002    | Kitt Peak            | Spacewatch           |
| 418876 | 2008 XR52              | 2 de desembre de 2008  | Mount Lemmon         | Mt. Lemmon Survey    |
| 418877 | 2008 YK21              | 21 de desembre de 2008 | Mount Lemmon         | Mt. Lemmon Survey    |
| 418878 | 2008 YB22              | 21 de desembre de 2008 | Mount Lemmon         | Mt. Lemmon Survey    |
| 418879 | 2008 YN28              | 28 de desembre de 2008 | Piszkéstet&          | K. Sárneczky         |
| 418880 | 2008 YT33              | 28 de desembre de 2008 | Dauban               | F. Kugel             |
| 418881 | 2008 YN65              | 1 de desembre de 2008  | Mount Lemmon         | Mt. Lemmon Survey    |
| 418882 | 2008 YD74              | 5 de desembre de 2008  | Mount Lemmon         | Mt. Lemmon Survey    |
| 418883 | 2008 YH88              | 30 de novembre de 2008 | Mount Lemmon         | Mt. Lemmon Survey    |
| 418884 | 2008 YW99              | 29 de desembre de 2008 | Kitt Peak            | Spacewatch           |
| 418885 | 2008 YQ104             | 29 de desembre de 2008 | Kitt Peak            | Spacewatch           |
| 418886 | 2008 YV104             | 21 de desembre de 2008 | Kitt Peak            | Spacewatch           |
| 418887 | 2008 YF115             | 29 de desembre de 2008 | Kitt Peak            | Spacewatch           |
| 418888 | 2008 YB126             | 30 de desembre de 2008 | Kitt Peak            | Spacewatch           |
| 418889 | 2008 YP135             | 6 de desembre de 2002  | Socorro              | LINEAR               |
| 418890 | 2008 YE148             | 31 de desembre de 2008 | Kitt Peak            | Spacewatch           |
| 418891 | 2008 YK148             | 31 de desembre de 2008 | Piszkéstet&          | K. Sárneczky         |
| 418892 | 2008 YC167             | 21 de desembre de 2008 | Kitt Peak            | Spacewatch           |
| 418893 | 2008 YQ170             | 30 de desembre de 2008 | Catalina             | CSS                  |
| 418894 | 2008 YT171             | 22 de desembre de 2008 | Kitt Peak            | Spacewatch           |
| 418895 | 2009 AM1               | 24 d'octubre de 2008   | Mount Lemmon         | Mt. Lemmon Survey    |
| 418896 | 2009 AK15              | 6 de gener de 2009     | Siding Spring        | Siding Spring Survey |
| 418897 | 2009 AC25              | 3 de gener de 2009     | Kitt Peak            | Spacewatch           |
| 418898 | 2009 AT37              | 21 de desembre de 2008 | Mount Lemmon         | Mt. Lemmon Survey    |
| 418899 | 2009 AY49              | 15 de gener de 2009    | Kitt Peak            | Spacewatch           |
| 418900 | 2009 BE2               | 16 de gener de 2009    | Kitt Peak            | Spacewatch           |

## 418901-419000
| Nom    | Designació provisional | Data de descobriment   | Lloc de descobriment | Descobridor/s                            |
| ------ | ---------------------- | ---------------------- | -------------------- | ---------------------------------------- |
| 418901 | 2009 BX22              | 17 de gener de 2009    | Kitt Peak            | Spacewatch                               |
| 418902 | 2009 BE47              | 16 de gener de 2009    | Kitt Peak            | Spacewatch                               |
| 418903 | 2009 BB48              | 16 de gener de 2009    | Mount Lemmon         | Mt. Lemmon Survey                        |
| 418904 | 2009 BZ69              | 25 de gener de 2009    | Catalina             | CSS                                      |
| 418905 | 2009 BX72              | 29 de gener de 2009    | Dauban               | F. Kugel                                 |
| 418906 | 2009 BA76              | 25 de gener de 2009    | Catalina             | CSS                                      |
| 418907 | 2009 BY79              | 31 de gener de 2009    | Socorro              | LINEAR                                   |
| 418908 | 2009 BX92              | 25 de gener de 2009    | Kitt Peak            | Spacewatch                               |
| 418909 | 2009 BS148             | 31 de gener de 2009    | Kitt Peak            | Spacewatch                               |
| 418910 | 2009 BO158             | 31 de gener de 2009    | Kitt Peak            | Spacewatch                               |
| 418911 | 2009 BZ164             | 31 de gener de 2009    | Kitt Peak            | Spacewatch                               |
| 418912 | 2009 BR172             | 18 de gener de 2009    | Mount Lemmon         | Mt. Lemmon Survey                        |
| 418913 | 2009 BU177             | 31 de gener de 2009    | Mount Lemmon         | Mt. Lemmon Survey                        |
| 418914 | 2009 BW177             | 31 de gener de 2009    | Kitt Peak            | Spacewatch                               |
| 418915 | 2009 BN181             | 19 de gener de 2009    | Mount Lemmon         | Mt. Lemmon Survey                        |
| 418916 | 2009 BX182             | 20 de gener de 2009    | Kitt Peak            | Spacewatch                               |
| 418917 | 2009 BH188             | 29 de gener de 2009    | Mount Lemmon         | Mt. Lemmon Survey                        |
| 418918 | 2009 CT26              | 1 de febrer de 2009    | Kitt Peak            | Spacewatch                               |
| 418919 | 2009 CN27              | 1 de febrer de 2009    | Kitt Peak            | Spacewatch                               |
| 418920 | 2009 CZ31              | 1 de febrer de 2009    | Kitt Peak            | Spacewatch                               |
| 418921 | 2009 CV32              | 1 de febrer de 2009    | Kitt Peak            | Spacewatch                               |
| 418922 | 2009 CL36              | 3 de febrer de 2009    | Kitt Peak            | Spacewatch                               |
| 418923 | 2009 CH39              | 13 de febrer de 2009   | Kitt Peak            | Spacewatch                               |
| 418924 | 2009 CO39              | 14 de febrer de 2009   | Calar Alto           | F. Hormuth                               |
| 418925 | 2009 CZ45              | 14 de febrer de 2009   | Kitt Peak            | Spacewatch                               |
| 418926 | 2009 CG51              | 14 de febrer de 2009   | La Sagra             | OAM                                      |
| 418927 | 2009 CQ62              | 25 de març de 2006     | Kitt Peak            | Spacewatch                               |
| 418928 | 2009 DJ1               | 18 de febrer de 2009   | Wildberg             | R. Apitzsch                              |
| 418929 | 2009 DM1               | 19 de febrer de 2009   | Catalina             | CSS                                      |
| 418930 | 2009 DG2               | 16 de febrer de 2009   | Dauban               | F. Kugel                                 |
| 418931 | 2009 DM6               | 25 de gener de 2009    | Kitt Peak            | Spacewatch                               |
| 418932 | 2009 DL11              | 19 de febrer de 2009   | Dauban               | F. Kugel                                 |
| 418933 | 2009 DV20              | 19 de febrer de 2009   | Kitt Peak            | Spacewatch                               |
| 418934 | 2009 DL21              | 19 de febrer de 2009   | Kitt Peak            | Spacewatch                               |
| 418935 | 2009 DJ59              | 22 de febrer de 2009   | Kitt Peak            | Spacewatch                               |
| 418936 | 2009 DU59              | 22 de febrer de 2009   | Kitt Peak            | Spacewatch                               |
| 418937 | 2009 DT72              | 3 de febrer de 2009    | Kitt Peak            | Spacewatch                               |
| 418938 | 2009 DB74              | 26 de febrer de 2009   | Catalina             | CSS                                      |
| 418939 | 2009 DH78              | 21 de febrer de 2009   | Kitt Peak            | Spacewatch                               |
| 418940 | 2009 DA89              | 24 de febrer de 2009   | Mount Lemmon         | Mt. Lemmon Survey                        |
| 418941 | 2009 DJ92              | 28 de febrer de 2009   | Kitt Peak            | Spacewatch                               |
| 418942 | 2009 DC95              | 28 de febrer de 2009   | Kitt Peak            | Spacewatch                               |
| 418943 | 2009 DQ102             | 26 de febrer de 2009   | Kitt Peak            | Spacewatch                               |
| 418944 | 2009 DB106             | 26 de febrer de 2009   | Kitt Peak            | Spacewatch                               |
| 418945 | 2009 DA129             | 24 de febrer de 2009   | Mount Lemmon         | Mt. Lemmon Survey                        |
| 418946 | 2009 DV135             | 4 d'agost de 2003      | Kitt Peak            | Spacewatch                               |
| 418947 | 2009 ED3               | 15 de març de 2009     | Catalina             | CSS                                      |
| 418948 | 2009 EU20              | 15 de març de 2009     | Kitt Peak            | Spacewatch                               |
| 418949 | 2009 EM22              | 21 d'octubre de 2007   | Mount Lemmon         | Mt. Lemmon Survey                        |
| 418950 | 2009 EK24              | 1 de març de 2009      | Mount Lemmon         | Mt. Lemmon Survey                        |
| 418951 | 2009 ER30              | 1 de març de 2009      | Kitt Peak            | Spacewatch                               |
| 418952 | 2009 FW6               | 16 de març de 2009     | Kitt Peak            | Spacewatch                               |
| 418953 | 2009 FN24              | 20 de març de 2009     | La Sagra             | OAM                                      |
| 418954 | 2009 FN31              | 19 de març de 2009     | Kitt Peak            | Spacewatch                               |
| 418955 | 2009 FW51              | 28 de març de 2009     | Mount Lemmon         | Mt. Lemmon Survey                        |
| 418956 | 2009 FY62              | 26 de març de 2009     | Kitt Peak            | Spacewatch                               |
| 418957 | 2009 FR70              | 21 de març de 2009     | Catalina             | CSS                                      |
| 418958 | 2009 FZ70              | 27 de març de 2009     | Mount Lemmon         | Mt. Lemmon Survey                        |
| 418959 | 2009 FW74              | 24 de març de 2009     | Mount Lemmon         | Mt. Lemmon Survey                        |
| 418960 | 2009 FG76              | 26 de març de 2009     | Mount Lemmon         | Mt. Lemmon Survey                        |
| 418961 | 2009 GH                | 20 de gener de 2009    | Mount Lemmon         | Mt. Lemmon Survey                        |
| 418962 | 2009 GC6               | 2 d'abril de 2009      | Kitt Peak            | Spacewatch                               |
| 418963 | 2009 HC4               | 17 d'abril de 2009     | Kitt Peak            | Spacewatch                               |
| 418964 | 2009 HL13              | 17 d'abril de 2009     | Catalina             | CSS                                      |
| 418965 | 2009 HP14              | 30 de maig de 2006     | Mount Lemmon         | Mt. Lemmon Survey                        |
| 418966 | 2009 HO21              | 16 d'abril de 2009     | Catalina             | CSS                                      |
| 418967 | 2009 HE29              | 19 d'abril de 2009     | Kitt Peak            | Spacewatch                               |
| 418968 | 2009 HX34              | 20 d'abril de 2009     | Mount Lemmon         | Mt. Lemmon Survey                        |
| 418969 | 2009 HX50              | 21 d'abril de 2009     | Kitt Peak            | Spacewatch                               |
| 418970 | 2009 HA56              | 17 de març de 2009     | Kitt Peak            | Spacewatch                               |
| 418971 | 2009 HQ62              | 17 d'abril de 2009     | Kitt Peak            | Spacewatch                               |
| 418972 | 2009 HV68              | 21 d'abril de 2009     | Mount Lemmon         | Mt. Lemmon Survey                        |
| 418973 | 2009 HW74              | 1 d'abril de 2009      | Kitt Peak            | Spacewatch                               |
| 418974 | 2009 HE90              | 19 d'abril de 2009     | Mount Lemmon         | Mt. Lemmon Survey                        |
| 418975 | 2009 HW91              | 29 d'abril de 2009     | Kitt Peak            | Spacewatch                               |
| 418976 | 2009 HA100             | 27 d'abril de 2009     | Mount Lemmon         | Mt. Lemmon Survey                        |
| 418977 | 2009 HM100             | 29 d'abril de 2009     | Kitt Peak            | Spacewatch                               |
| 418978 | 2009 HG105             | 17 d'octubre de 2007   | Mount Lemmon         | Mt. Lemmon Survey                        |
| 418979 | 2009 HJ106             | 18 d'abril de 2009     | Mount Lemmon         | Mt. Lemmon Survey                        |
| 418980 | 2009 JO7               | 29 d'abril de 2009     | Mount Lemmon         | Mt. Lemmon Survey                        |
| 418981 | 2009 JG8               | 13 de maig de 2009     | Kitt Peak            | Spacewatch                               |
| 418982 | 2009 JQ11              | 23 d'abril de 2009     | Kitt Peak            | Spacewatch                               |
| 418983 | 2009 KS1               | 21 d'abril de 2009     | Kitt Peak            | Spacewatch                               |
| 418984 | 2009 KZ1               | 18 de maig de 2009     | Skylive              | F. Tozzi                                 |
| 418985 | 2009 KL6               | 25 de maig de 2009     | Kitt Peak            | Spacewatch                               |
| 418986 | 2009 KJ9               | 24 de maig de 2009     | Kitt Peak            | Spacewatch                               |
| 418987 | 2009 KX11              | 25 de maig de 2009     | Kitt Peak            | Spacewatch                               |
| 418988 | 2009 KT14              | 17 d'abril de 2009     | Mount Lemmon         | Mt. Lemmon Survey                        |
| 418989 | 2009 KA16              | 27 d'abril de 2009     | Kitt Peak            | Spacewatch                               |
| 418990 | 2009 KY18              | 27 de maig de 2009     | Mount Lemmon         | Mt. Lemmon Survey                        |
| 418991 | 2009 LB6               | 21 de desembre de 2003 | Kitt Peak            | Spacewatch                               |
| 418992 | 2009 ME3               | 27 de maig de 2009     | Mount Lemmon         | Mt. Lemmon Survey                        |
| 418993 | 2009 MS9               | 25 de juny de 2009     | Mauna Kea            | J.-M. Petit, B. Gladman, J. J. Kavelaars |
| 418994 | 2009 NG                | 4 de juliol de 2009    | La Sagra             | OAM                                      |
| 418995 | 2009 OP                | 16 de juliol de 2009   | La Sagra             | OAM                                      |
| 418996 | 2009 OH10              | 29 de juliol de 2009   | La Sagra             | OAM                                      |
| 418997 | 2009 OP10              | 27 de juliol de 2009   | Kitt Peak            | Spacewatch                               |
| 418998 | 2009 OY10              | 28 de juliol de 2009   | Catalina             | CSS                                      |
| 418999 | 2009 OE12              | 16 de juny de 2009     | Mount Lemmon         | Mt. Lemmon Survey                        |
| 419000 | 2009 OW13              | 24 de gener de 2007    | Mount Lemmon         | Mt. Lemmon Survey                        |